# Chanson

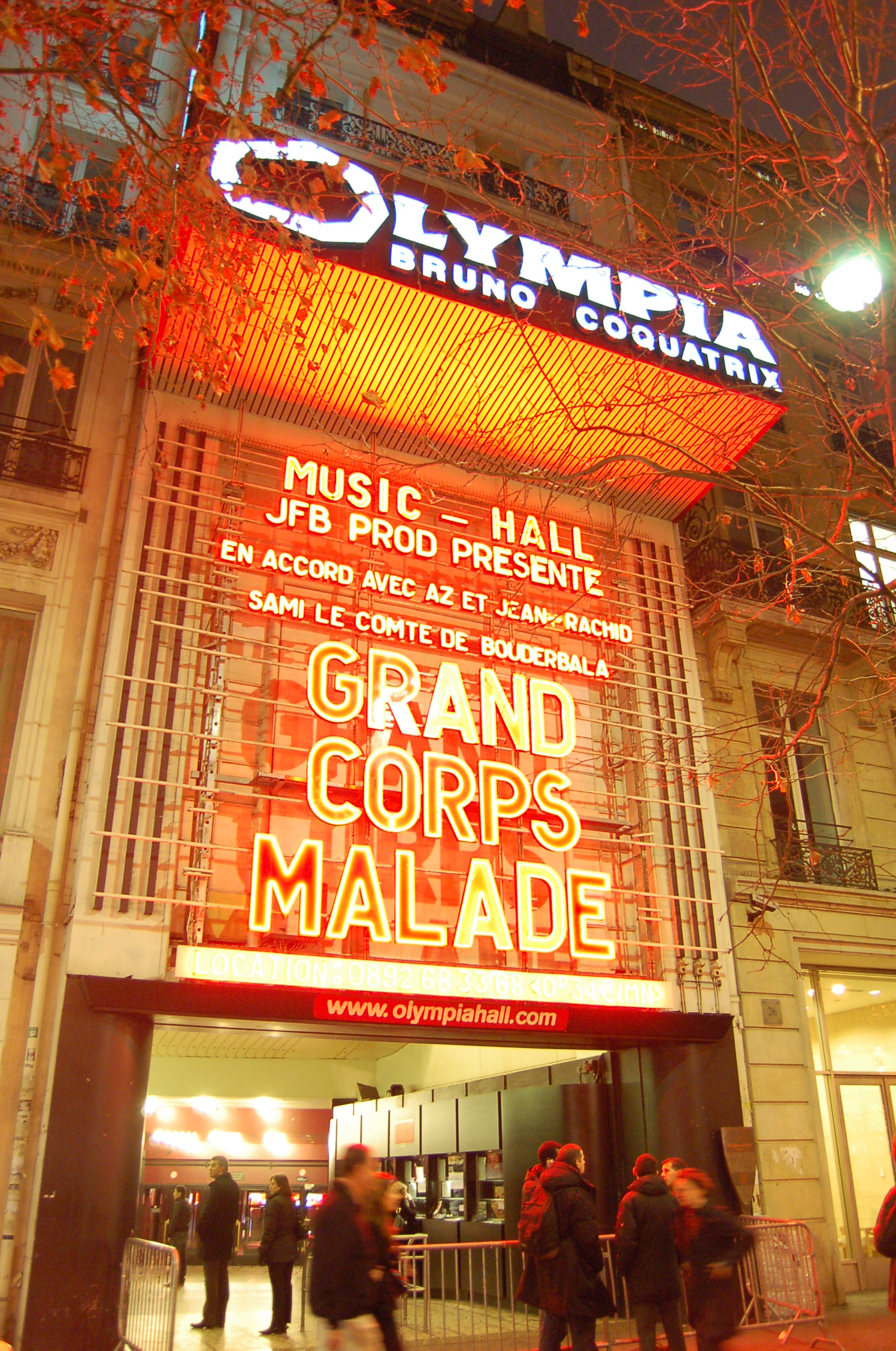
Wichtiger Auftrittsort französischer Chansonniers: das Pariser Olympia

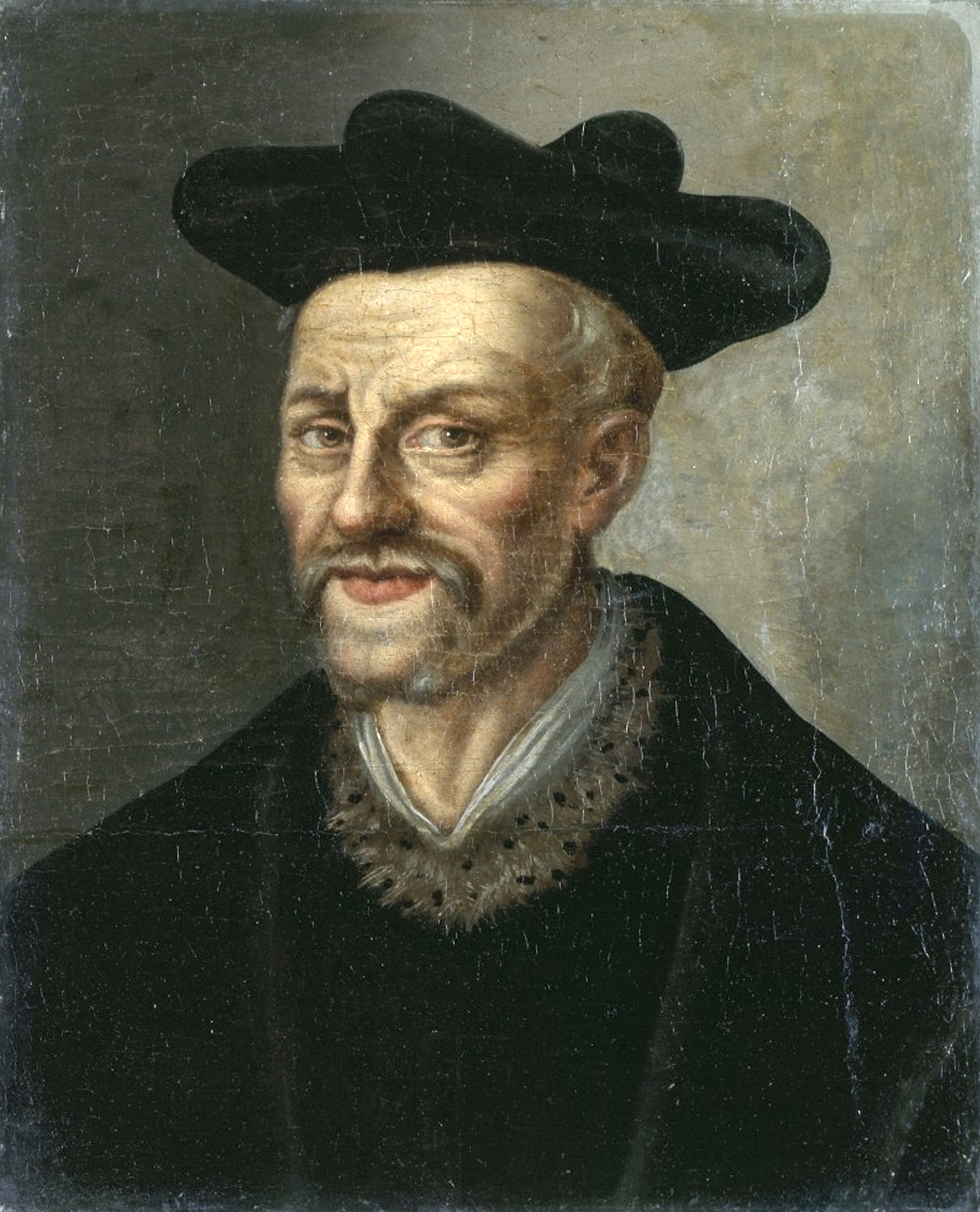
François Rabelais

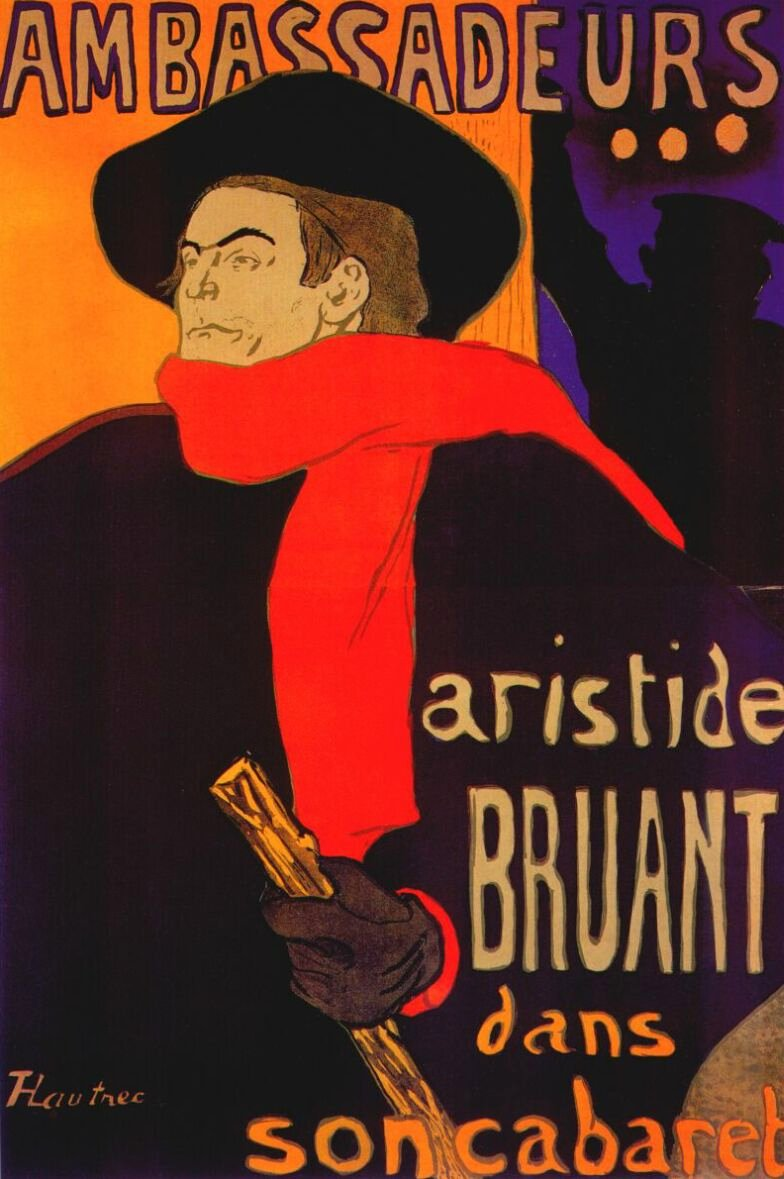
Aristide Bruant auf einem Poster von Henri de Toulouse-Lautrec, 1892

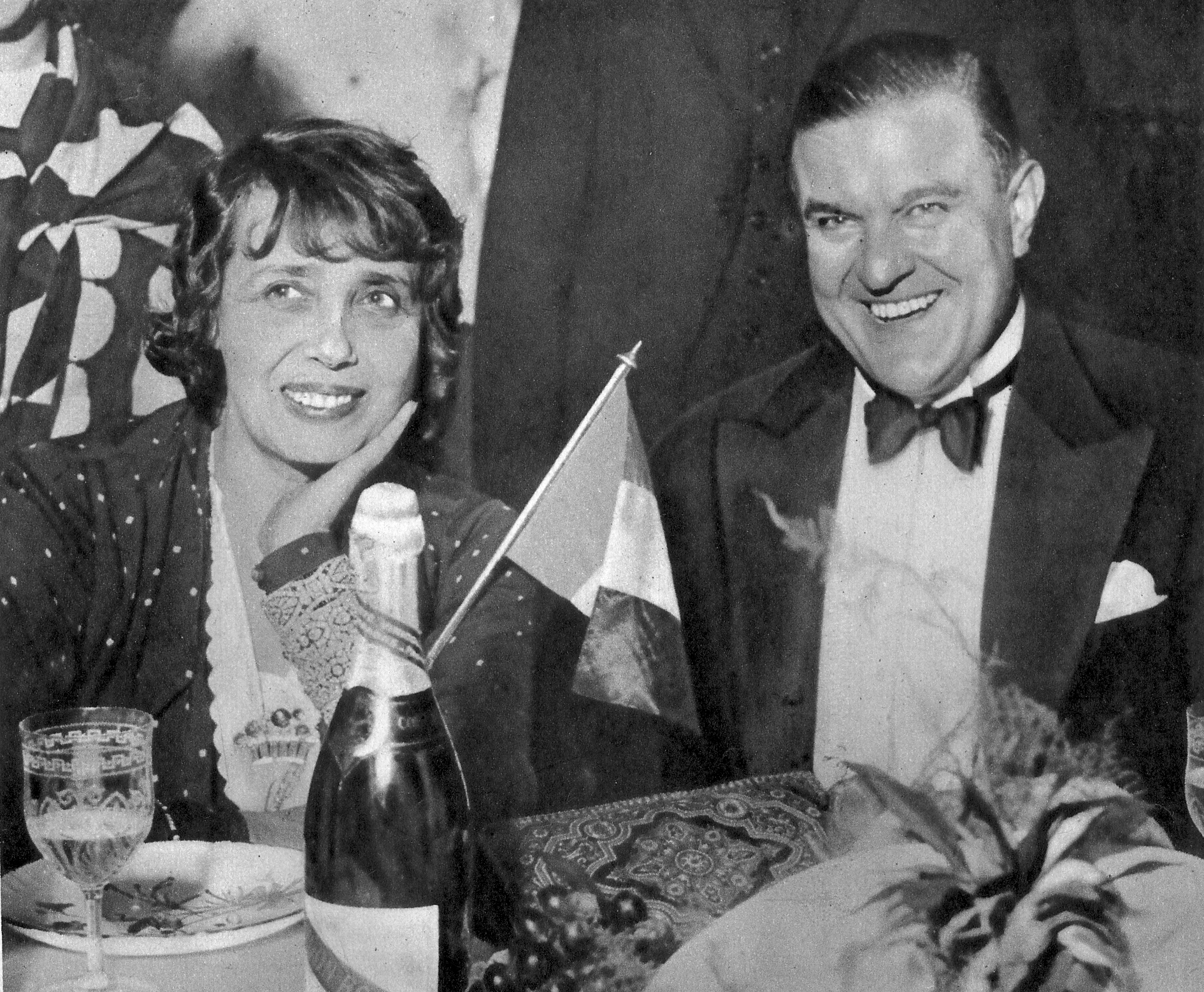
Mistinguett (links). Rechts: der schwedische Revuestar Ernst Rolf (1931, Stockholm).

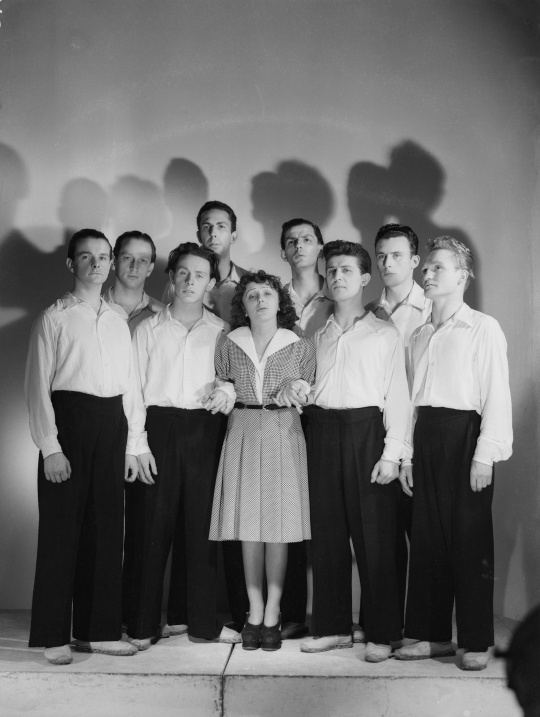
Édith Piaf mit den Compagnons de la Chanson im Jahr 1946

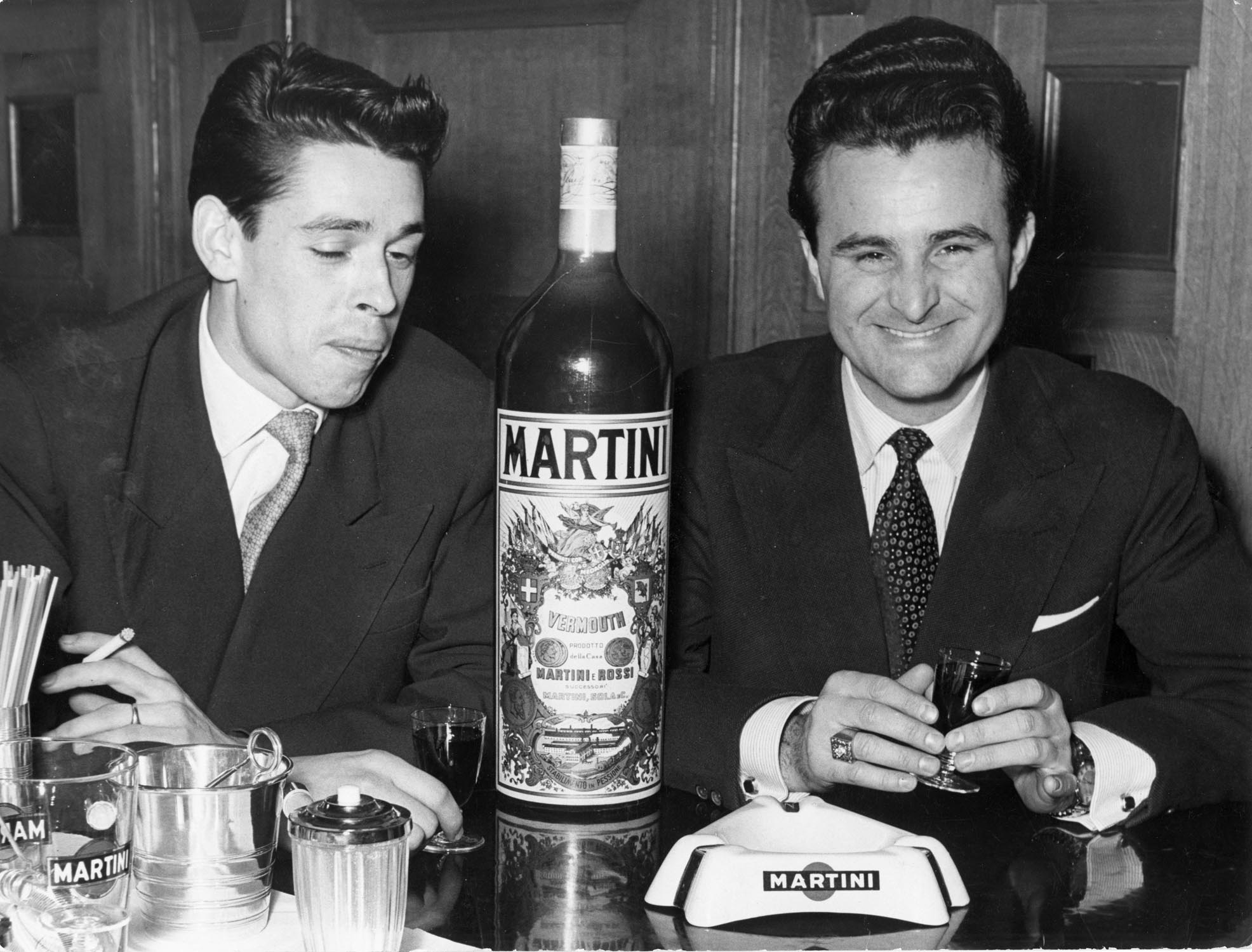
Jacques Brel (links) mit Bobbejaan Schoepen (1955)

Auftrittsort: das Pariser Moulin Rouge in den 1960ern

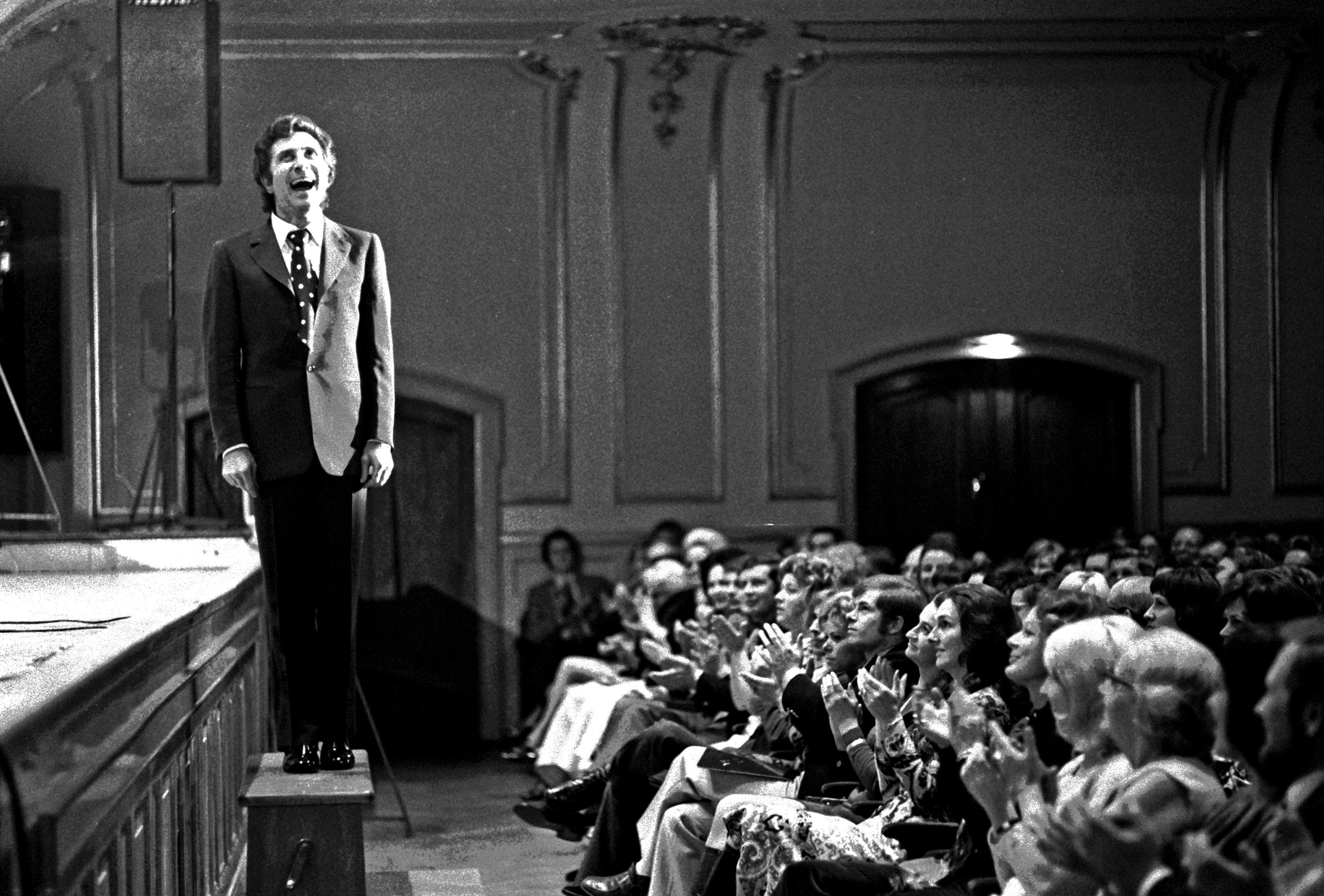
Gilbert Bécaud in der Musikhalle, Hamburg 1971

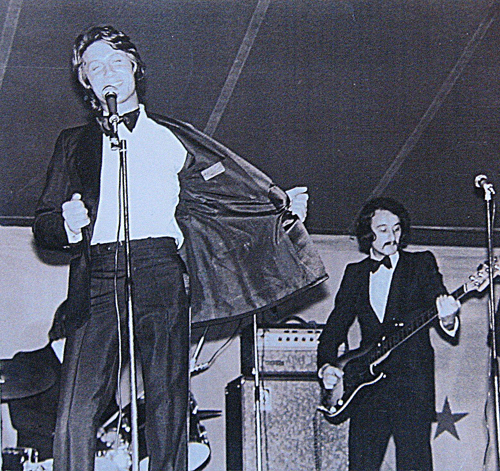
Jacques Dutronc, 1971

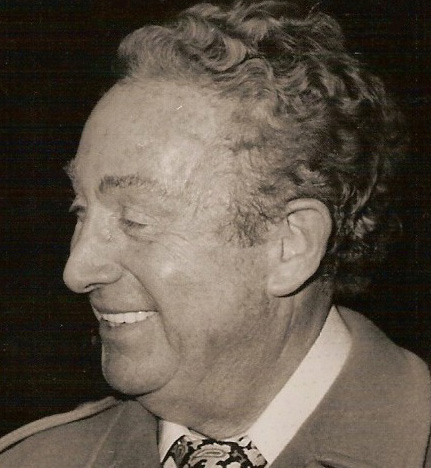
Charles Trenet 1977

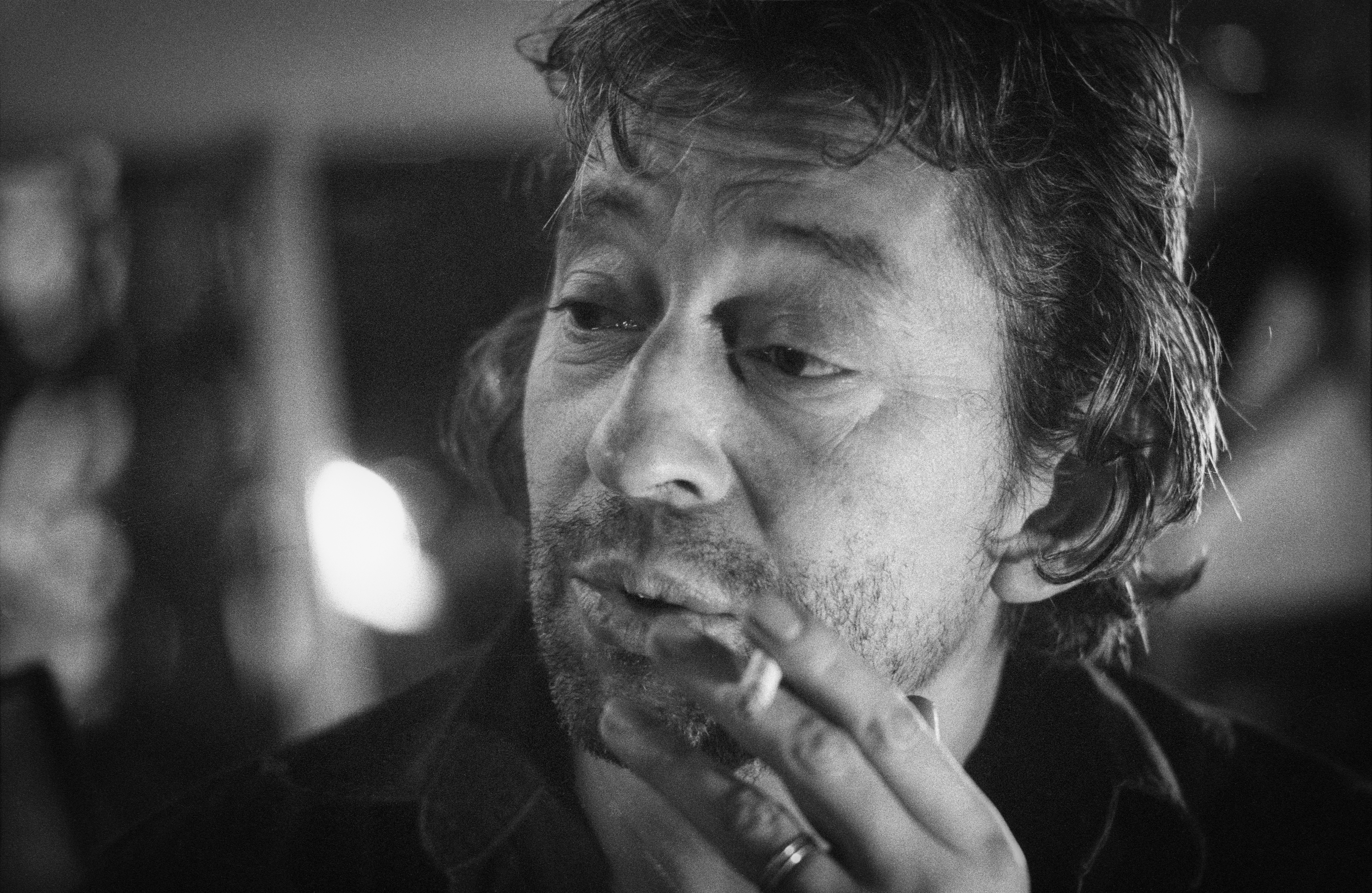
Serge Gainsbourg, 1981

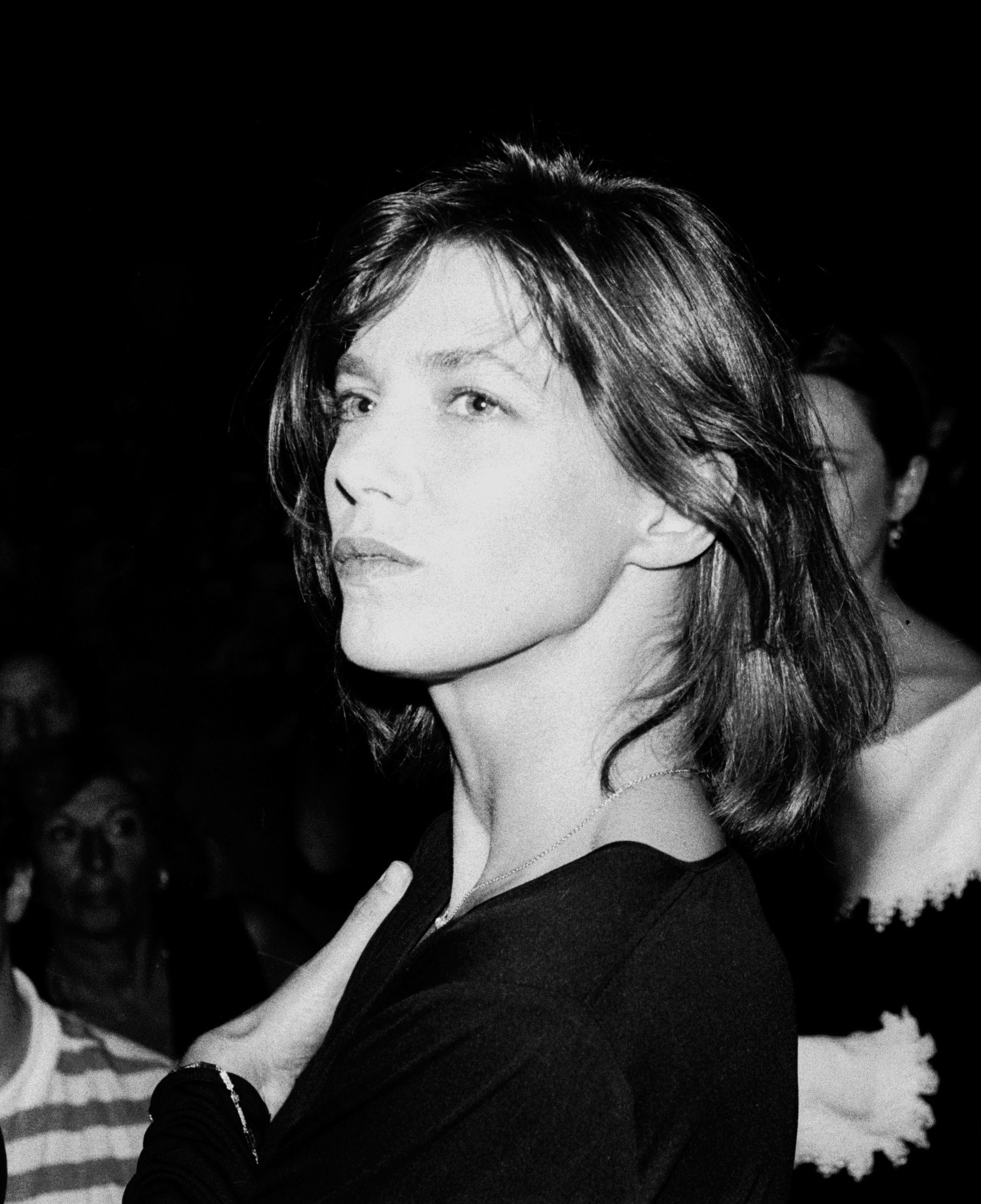
Jane Birkin, 1985

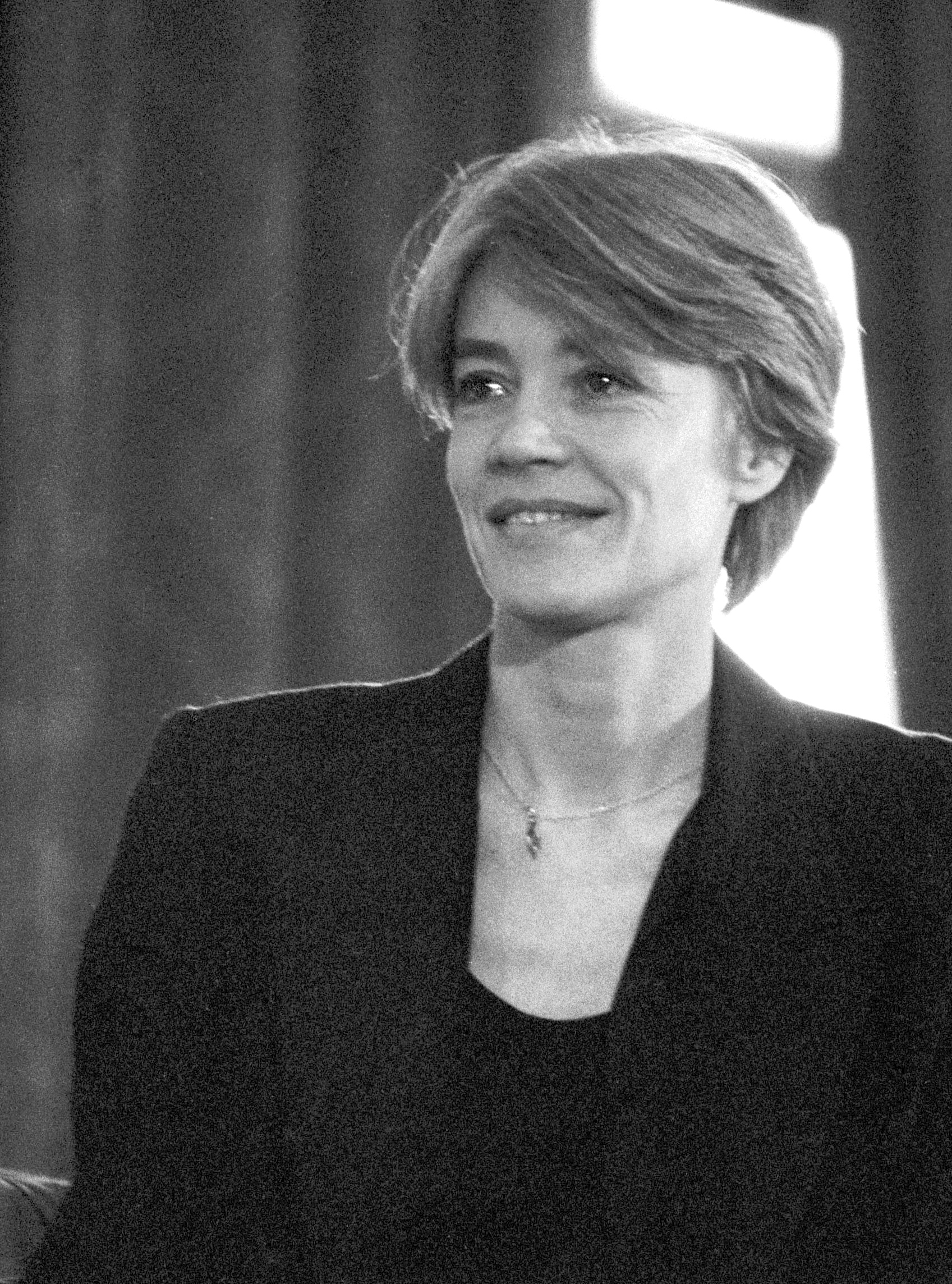
Françoise Hardy, Juli 1992

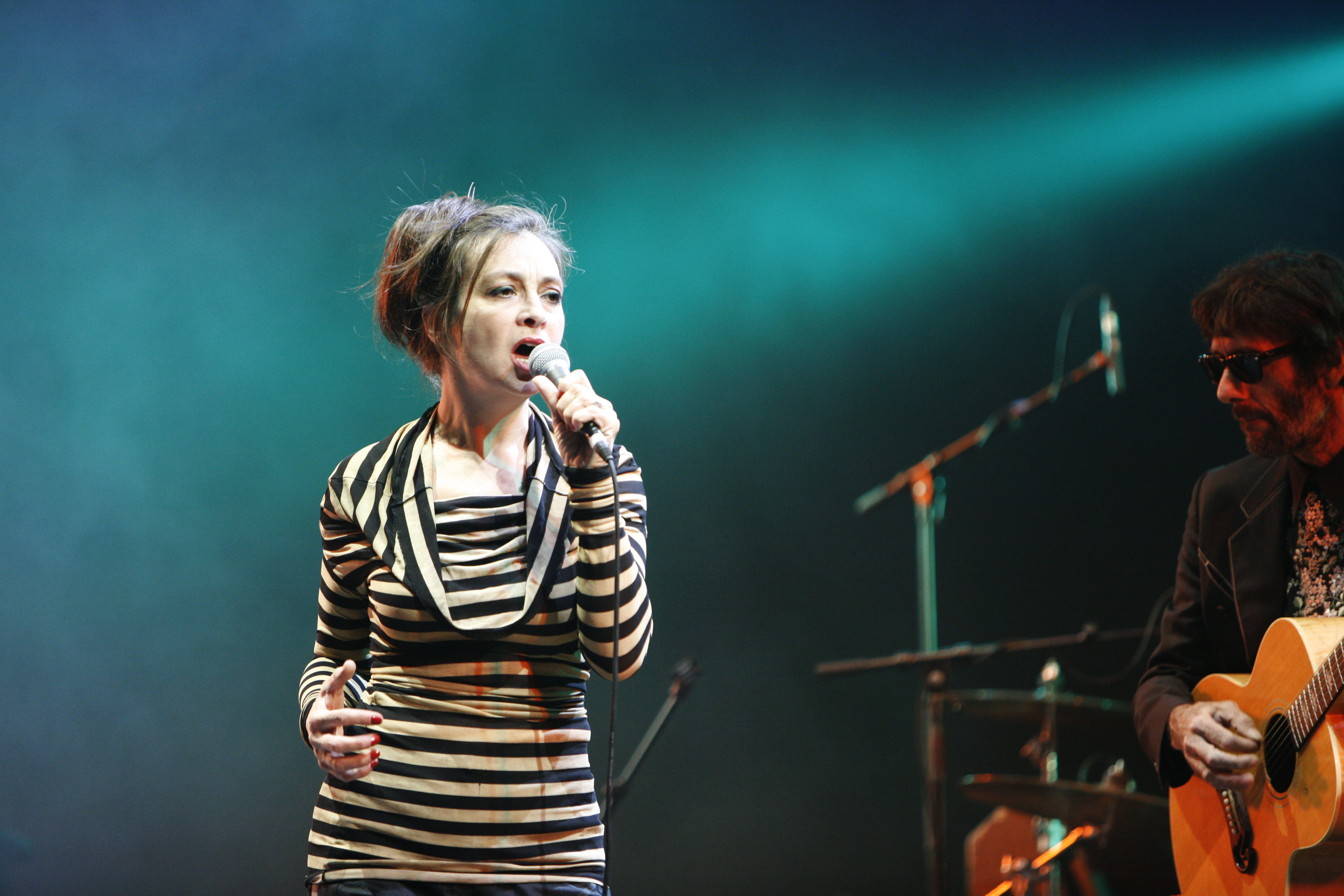
Les Rita Mitsouko

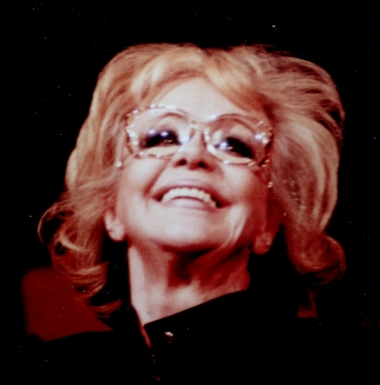
Hildegard Knef (1995)

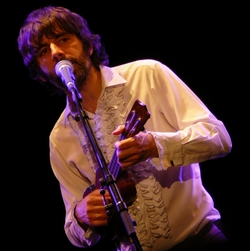
Thomas Fersen bei einem Konzert (2008)

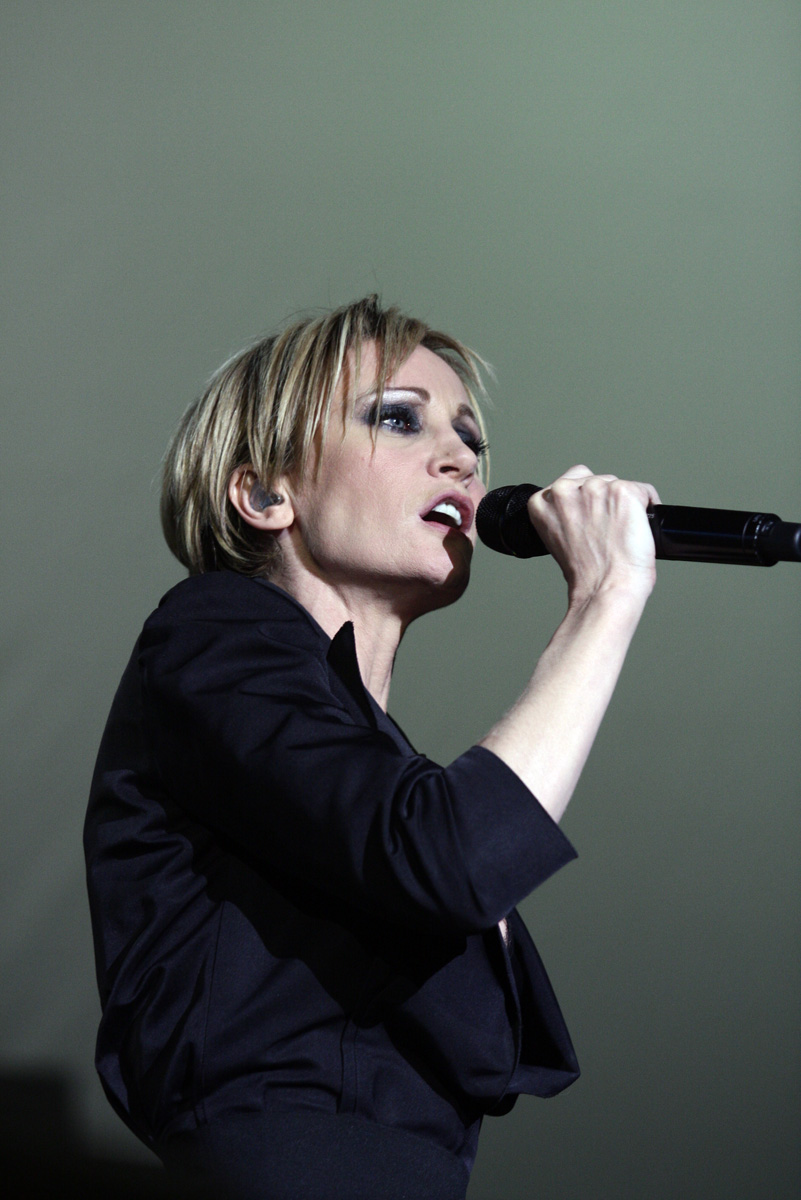
Patricia Kaas, 2009

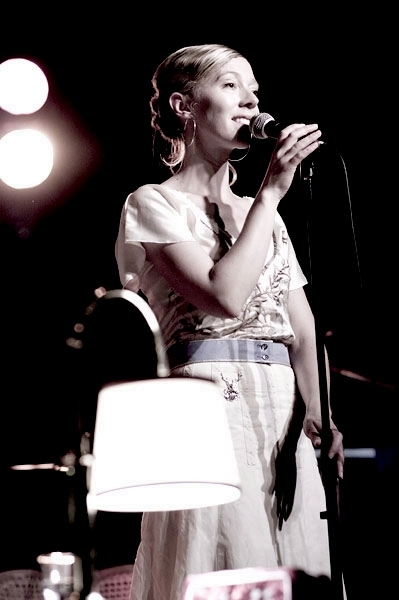
Kitty Hoff (Mai 2009)

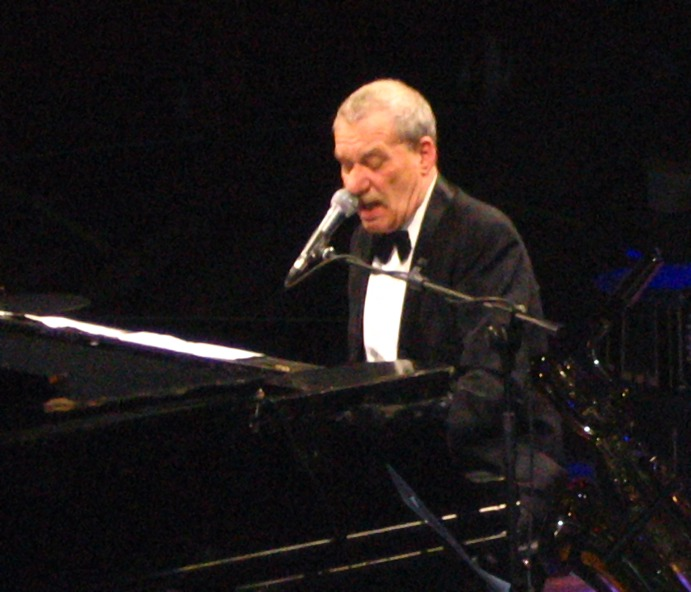
Paolo Conte, 2009

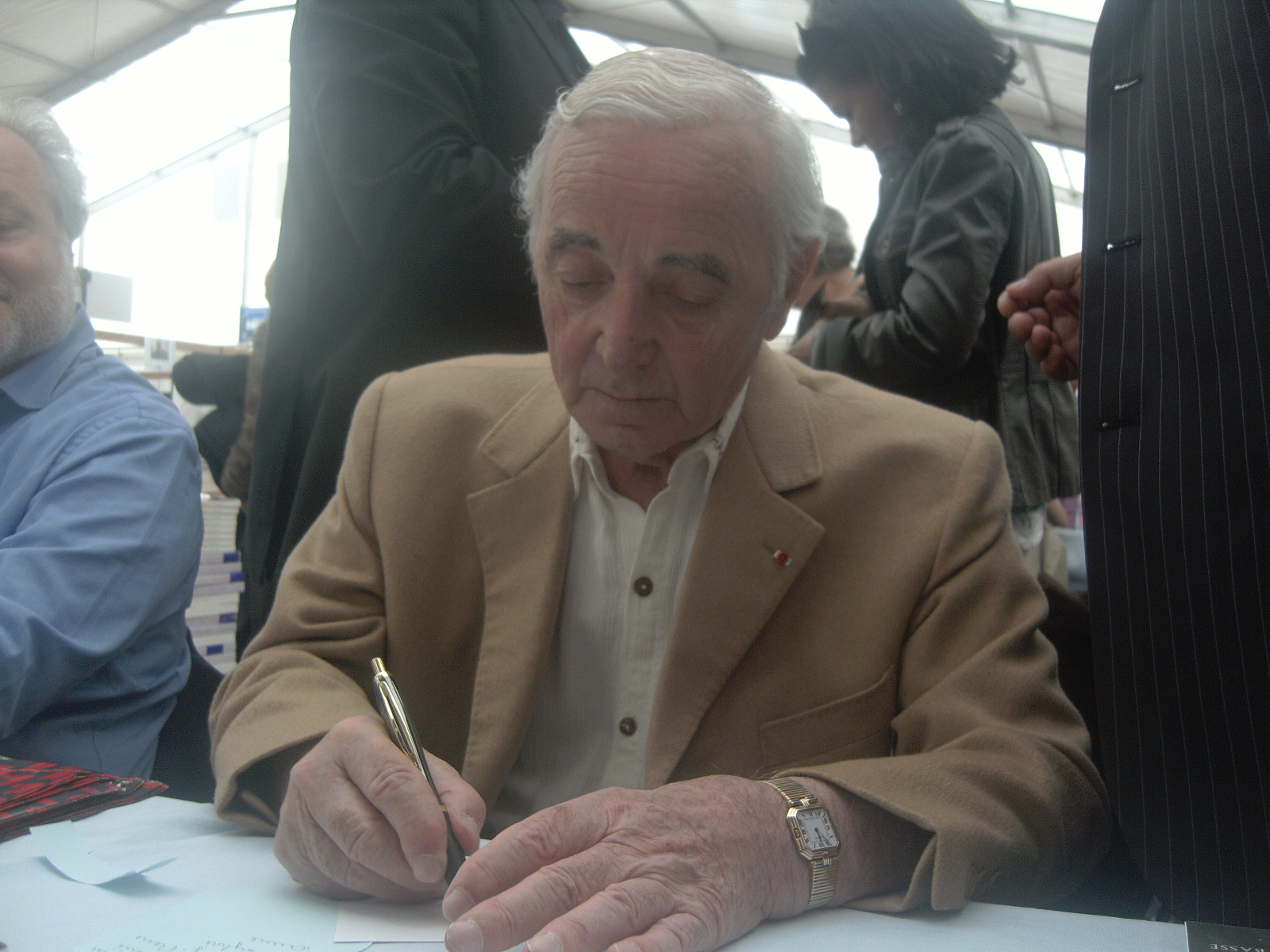
Charles Aznavour (2010)

Chanson (IPA: [ʃɑ̃ˈsɔ̃ː], anhörenⓘ; deutsch Lied) bezeichnet ein ursprünglich im französischen Kulturkreis verwurzeltes liedhaftes musikalisches Genre, das durch einen vortragenden Sänger und instrumentale Begleitung gekennzeichnet ist. Bereits im Mittelalter gab es eine populäre Gattung mit der Bezeichnung „chanson“. Ab dem 19. Jahrhundert als klar konturierte „typisch“ französische Variante der internationalen Popkultur präsent, entwickelte sich das Chanson in den vergangenen Jahrzehnten musikalisch immer stärker in Richtung Pop, Rock und anderer zeitgenössischer international verbreiteter Stile; gleichwohl ist der textlichen Gestaltung nach wie vor meist eine besondere Aufmerksamkeit gewidmet, die französische Sprache im französischen Sprachraum als Ausdrucksmittel des Chansons unverzichtbar.

## Begriff
Die Ursprünge des Chansons reichen bis weit ins Mittelalter zurück. Schon früh entwickelten sich zwei unterschiedliche Ausprägungen: eine literarische, höfische, von der Kunst der Troubadore abgeleitete und eine volkstümliche. Aufgrund seiner langen Geschichte, seiner über den französischsprachigen Raum herausgehenden Verbreitung und aufgrund der unterschiedlichen Stile, mit denen es sich im Lauf der Zeit vermengt hat, ist eine eindeutige Abgrenzung zu anderen Musikgenres schwer. Nicht eindeutig festgelegt ist insbesondere die Abgrenzung:
- zum deutschsprachigen Lied beziehungsweise zur deutschen Liedermacherszene
- zum deutschen Schlager
- zum Kabarett- oder Varieté-Lied als Bestandteil eines Programms oder einer Show
- zur angelsächsischen Folkmusik beziehungsweise dem im angelsächsischen Raum gängigen Singer-Songwritertum und
- zur angelsächsischen Popmusik.

Weitestgehend herrscht Einigkeit darüber, dass das moderne Chanson vor allem eine französische Errungenschaft ist. Obwohl es auch in Deutschland eine vielfältige Chanson-Tradition gibt, stand es dort stets im Schatten des Schlagers, der Operette und anderer populärer musikalischer Formen. Bemerkenswerte Chanson-Traditionen gibt es zum Teil in den Benelux-Ländern, der Schweiz und den französischsprachigen Teilen Kanadas, bedeutsame Parallelen darüber hinaus auch zur italienischsprachigen Canzone.
Besonderes Merkmal des Chansons ist seine Konzentration auf die Textaussage, die Anforderung, in „drei Minuten“ eine Aussage auf den Punkt zu bringen. Prägend für das moderne Chanson ist die Arbeitsteilung in auteur (Textschreiber), compositeur (Musikkomponist), interprète (Vortragender) – eine Dreigliederung, die dem im Angelsächsischen verbreiteten Singer-Songwriter entspricht. Oft bedienen sich Chanson-Schreiber einer poetischen Bildsprache und verwenden abschnittsweise Sprechgesang oder komplett gesprochene Texte im Wechsel mit gesanglichen Passagen. Die Texte selbst decken eine Vielzahl von Themen und Stimmungen ab: Vom politisch geprägten Chanson über komische Situationen bis zu den häufigen Liebesliedern berichten Chansons von allen Situationen des Lebens, oft mit den Mitteln der Ironie und der Satire. Ein Zeitzeuge aus der Ära vor dem Ersten Weltkrieg skizzierte die Themenbreite so: „Man sang Chansons aller Art: skandalöse, ironische, zarte, naturalistische, realistische, idealistische, zynische, lyrische, nebulöse, chauvinistische, republikanische, reaktionäre – nur eine Sorte nicht: langweilige Chansons.“
Während nach dem Ersten Weltkrieg Swing und Jazz musikalisch auf die Kompositionen Einfluss nahmen, passte sich das Genre ab den 1960er Jahren zunehmend an international populäre Musikstile wie Rock ’n’ Roll, Funk und New Wave an. Hinzu kamen Einflüsse aus der Weltmusik und des Hip-Hop, seit der Jahrtausendwende auch der elektronischen Musik. Damit zeichnen sich Chansons nicht durch einen einheitlichen Musikstil aus. Formal kann ein Chanson ein Blues, ein Tango, ein Marsch oder eine Rockballade sein, Swing und Flamenco verarbeiten oder sich an der schlichten walzerartigen Musette orientieren, was bis in die 1950er Jahre als typisch galt. Da die Abgrenzung zu benachbarten Stilen schwer ist, behelfen sich Rezensenten öfter mit dem Hinweis, ob es sich bei einem Lied um ein Chanson handele, werde man schon heraushören. Praktisches Hauptkriterium ist meist die Frage, ob ein Lied oder Künstler im weiteren Sinn in die Traditionslinie des Chanson einzuordnen ist. Je nach Kontext, in dem man über „das Chanson“ oder eine bestimmte Chanson-Epoche spricht, können unterschiedliche historische Bezüge oder Musikstile gemeint sein:
- historische Formen des Chansons. Die älteren, bis auf das Mittelalter zurückgehenden Formen spielen vor allem für die Liedhistorie eine große Rolle. Interessant sind sie darüber hinaus als Objekt kulturhistorischer und literaturwissenschaftlicher Betrachtung
- das in Richtung Kabarett gehende, literarisch anspruchsvolle Chanson – eine Chanson-Form, die sich vor allem im deutschsprachigen Raum etabliert hat
- das von volkstümlichen Musikformen wie der Musette beeinflusste Volkslied
- das klassische französische Chanson, wie es bis in die 1960er Jahre vorzufinden ist. Merkmal: oft (aber nicht nur) klassische kleine Besetzung beziehungsweise Akustik-Band mit Gitarre, Piano und Kontrabass
- das Pop-Chanson bzw. French Pop: französische Variante der angloamerikanischen Popmusik
- Chanson als Genre-Oberbegriff für alle möglichen Musikstile, sofern sie erkennbar Song-Strukturen beinhalten. Dieser Chanson-Begriff ist vor allem im modernen Nouvelle Chanson vorherrschend.

Im Verlauf seiner Entwicklung hat das Chanson unterschiedliche Ausprägungen und Formen durchlaufen. Die Anfänge reichen zurück ins Mittelalter. Das moderne Chanson als französische Variante der Pop-Kultur bildete sich im 20. Jahrhundert heraus. Aktuelle Formen und Trends firmieren häufig unter Begriffen wie Nouvelle Chanson oder Nouvelle scène française. Weitere Neben-, Unter- und Spezialformen sind bekannt unter den Bezeichnungen Chanson à danser (einfaches volkstümliches Tanzlied), Chanson d’amour (Liebeslied), Chanson à boire (Trinklied), Chanson de marche (Marschlied), Chanson de travail (Arbeitslied), Chanson engagée (engagiertes, häufig sozialkritisches Lied), Chanson noir (Chanson mit pessimistischem Inhalt), Chanson populaire (in allen Gesellschaftsschichten bekanntes und beliebtes Chanson), Chanson religieuse (religiöses Lied) und chant révolutionaire (revolutionäres Kampflied). Als stilbildende, prägende Richtungen für das Chanson des 20. Jahrhunderts erwiesen sich vor allem das in der Tradition des Naturalismus stehende Chanson réaliste am Anfang des 20. Jahrhunderts und das Chanson picturesque, das malerische Chanson, das vor allem in der Nachkriegszeit stark populär war.

## Geschichte

### Vorgeschichte: Mittelalter bis 19. Jahrhundert
Erste nachweisbare Vorformen des Chansons gab es bereits im frühen Mittelalter. Überliefert sind zum einen Kriegslieder aus der Zeit des Fränkischen Reichs, zum anderen Volkslieder und Chorgesänge, die teilweise bis in die vorchristliche Zeit zurückreichen. Erhalten geblieben sind davon nur wenige. Als bedeutend gilt das zur Gattung Chanson de geste gehörige Rolandslied, der Gesang von Krieg und Untergang im Kampf gegen die Heiden. Literaturwissenschaftler und Historiker datieren den Beginn einer Chansonkultur im engeren Sinn daher auf das Hochmittelalter. Erste französische Unterhaltungslieder finden sich im 12. Jahrhundert. Eine wichtige Gattung war die Form des höfischen Kunstlieds, welches ungefähr zeitgleich mit den Kreuzzügen entstand. Ein wichtiger Exponent waren Troubadore, die meist aus dem Rittertum kamen und eine spezielle, unter dem Begriff Minnesang bekannte Form des Liebeslieds pflegten. In Nordfrankreich nannte man diese Sänger Trouvères.
Die zweite historische Vorform ist das volkstümliche Lied. Seine Ursprünge reichen ebenfalls ins Mittelalter zurück. Seine Träger waren fahrende Sänger (unter ihnen auch Priester), die auf Marktplätzen Straßenlieder vortrugen. Aufgrund ihres zum Teil obrigkeitskritischen Inhalts war ihre Verbreitung oft durch Verordnungen und Gesetze eingeschränkt. Eine spätere Vorform sind die mehrstimmigen Liedsätze aus der Zeit der Renaissance. Zwei Dichter aus dem 15. Jahrhundert galten bis ins 20. Jahrhundert hinein als wichtige Inspirationsquellen: François Rabelais und François Villon. Das Chanson als textbetontes Lied mit einfacher Melodie und akkordischer Begleitung entstand ungefähr gleichzeitig mit dem Vaudeville im 16. Jahrhundert. Die Praxis des Chanson- und Vaudeville-Singens trug zur Gemeinschaftsbildung im absolutistischen Frankreich bei. Chansons waren im 18. Jahrhundert selbstverständlicher Bestandteil der französischen Opéra-comique.
Anlässlich informeller Zusammenkünfte, den sogenannten Dînners du Caveau, die sich in der ersten Hälfte des 18. Jahrhunderts ausbreiteten, wurde das Chanson auch unter Künstlern, Literaten und Gelehrten populär. Gesellschaftskritische, satirische oder auch poetische Lieder bestimmten mehr und mehr das Repertoire zeitgenössischer Stücke. In der Epoche der Französischen Revolution rückten als neuer Typ zunehmend Mobilisierungslieder in den Vordergrund. Bekannte Beispiele: die beiden Revolutionshymnen Ça ira und La carmagnole de royalistes. Die achtbändige Histoire de France par les chansons dokumentierte im Jahr 1959 einen Bestand von über 10.000 Liedern – darunter über 2.000 allein aus der Revolutionsepoche zwischen 1789 und 1795. Stark geprägt wurde die Weiterentwicklung des Chansons vor allem durch die Aktivitäten der beiden Liedtexter Marc-Antoine Désaugiers (1742–1793) und Pierre-Jean de Béranger (1780–1857). Obwohl Bérangers oppositionelle Haltung im Nachhinein eher zwiespältig beurteilt wird (so unterstützte er nach der Julirevolution 1830 den „Bürgerkönig“ Louis-Philippe), genoss er im 19. Jahrhundert zeitweilig den Ruf eines französischen Nationaldichters. Einhergehend mit der Industrialisierung Frankreichs und den politischen Auseinandersetzungen im Verlauf des 19. Jahrhunderts wuchs auch das Repertoire unterschiedlicher Mobilisierungs-, Gesinnungs- und Gedenklieder weiter an. Viele entstanden im Gedenken an die Niederschlagung der Pariser Kommune (Beispiel: das 1886 entstandene Stück Elle n’est pas morte) oder stellten sich anderweitig in die Tradition des sozialistischen Arbeiterlieds.

### Die klassische Ära des modernen Chansons: 1890 bis 1960
Ab dem 19. Jahrhundert entfaltete das französische Chanson internationale Ausstrahlung als Schlager- und Kabarettlied. Im Unterschied zur Opernarie und dem Operettenschlager war es in der Regel unabhängig von einer Bühnenhandlung, wurde nicht unbedingt opernhaft gesungen und hatte meist keinen Chor. Während sich die Tradition des literarischen Chansons mehr und mehr in die Sphäre von Klubs und Abendgesellschaften verlagerte, gewannen Cafés und Varietés als Auftrittsorte an Bedeutung, nachdem die Theater ihr Monopol für öffentliche Aufführungen verloren hatten. Als Amüsierbetriebe für Arbeiter und ein vorwiegend kleinbürgerliches, später auch bürgerliches Publikum entstanden seit den 1830er Jahren in Nachfolge der goguette die ersten cafés chantants an den Ausfallstraßen von Paris. Es folgten die vor allem in den nordöstlichen Stadtvierteln, am Montmartre und im Quartier Latin gelegenen Café-concerts, also in den Stadtteilen, in denen die „classes laborieuses“, die arbeitenden Klassen, lebten. Dort wurden vermutlich nicht nur harmlose, sondern auch sozialkritische und politische Texte vorgetragen. Bekannt wurden vor allem das 1858 eröffnete Eldorado, das mit seinen 2000 Plätzen zum Tempel des Chansons erhoben wurde, oder die 1856 erbaute Scala. Ende des Jahrhunderts eröffneten die literarisch-künstlerischen Etablissements im Pariser Stadtteil Montmartre, so das 1880 von Rodolphe Salis begründete Le Chat Noir. Als weitere Auftrittsorte kamen schließlich Varietétheater wie das Moulin Rouge, die Folies-Bergères und das Olympia hinzu. Gemeinsam mit den ersten Kinos traten sie in Konkurrenz zum Café-concert und verdrängten es schließlich.
Da das Chanson vor allem seit der Französischen Revolution von 1789 mit hoher politischer Sprengkraft verbunden war, wurden diese Amüsierbetriebe von der Obrigkeit mit Argwohn betrachtet. Napoleon I. hatte bereits 1806 die zuvor ausgesetzte Zensur wieder eingeführt und auf Chansontexte ausgedehnt. Der Erfolg der Café-chantants und Café-concerts führte zu einem hohen Aufkommen an Chansons, das ein immer engmaschigeres Zensursystem erforderte. Nach zeitgenössischen Schätzungen wurden in den 1880er Jahren allein in Paris jährlich 300.000 Chansons produziert. Unter den verbotenen Chansons befanden sich zahlreiche sozialkritische und auch anarchistische Chansons, die die soziale Ungerechtigkeit kritisierten sowie die Lebensweise des Bürgertums (z. B. Les infects von Léonce Martin oder Les Bourgeois von Saint-Gilles) und seine Angst vor Attentaten des Anarchisten Ravachol (beispielsweise das Lied La frousse, das 1892 in La Cigale gesungen werden sollte) karikierten. Andere Chansons griffen die den Arbeiter abwertenden Bezeichnungen der herrschenden Klasse auf und werteten sie positiv um. Normalerweise hätten diese Chansons das Selbstbewusstsein der Arbeiter gestärkt, wie beispielsweise Le prolétaire von Albert Leroy oder Jacques Bonhomme von Léon Bourdon, doch das bis 1906 arbeitenden Zensursystem versuchte dem vorzubeugen. Die Café-concerts mussten die Texte einreichen und eine Titelliste am Aufführungsabend aushängen, damit die Beamten das Repertoire überprüfen konnten. Da oft Änderungen vorgenommen wurden oder der Wortlaut während der Aufführung verändert wurde, schickte man schließlich Beamte in die Veranstaltungen, um den Wortlaut der gesungenen Chansons mit den eingereichten Texten zu vergleichen. Als erster moderner Chansonsänger sowie Pionier des naturalistischen Chansons gilt allgemein Aristide Bruant, ein Freund des Plakatkünstlers Henri de Toulouse-Lautrec. Bruant war als Sänger sehr populär; im Chat Noir absolvierte er seine Auftritte oft vor prominenten Literaten und Komponisten wie Alexandre Dumas dem Jüngeren, Émile Zola und Claude Debussy, der im Chat Noir gelegentlich Volkschöre mit der Blechgabel dirigierte. Yvette Guilbert, eine bekannte Sängerin und Diseuse, die sowohl im Chat Noir als auch im Moulin Rouge auftrat, brachte das Chanson aufgrund ihrer häufigen Aufenthalte in Berlin auch nach Deutschland.
Zur Jahrhundertwende kristallisierte sich ein stark vom literarischen Realismus geprägter Chansontyp heraus, das chanson réaliste. Seine Hochburg waren die Cafés und Kabaretts am Montmartre, insbesondere das Chat Noir und das Moulin Rouge. Bis zum Ersten Weltkrieg war der Montmartre ein Zentrum für hedonistische, oft frivole Zerstreuung. Die Chansons réalistes waren stark beeinflusst von der naturalistischen Bewegung in der Kunst. Sie thematisierten vor allem die Lebenswelt der gesellschaftlich Randständigen, von Schlägern, Prostituierten, Zuhältern, Waisenkindern und Kellnerinnen. Bekannte Interpretinnen des großstädtischen Chanson realiste waren Eugénie Buffet, Berthe Sylva und Marie Dubas. Große Anerkennung genossen, neben Aristide Bruant, zwei weitere Frauen: Damia und die insbesondere in den 1920er Jahren populäre Fréhel. Eine eher ländliche, von traditionellen Werten geprägte Liedauffassung verkörperte dagegen der bretonische Sänger Théodore Botrel. Sein Lied La Paimpolaise war zu Anfang des Jahrhunderts eines der beliebtesten Chansons. Einer der erfolgreichsten Chansonniers der Jahrhundertwende war Félix Mayol. Zu frühen Klassikern des Chansons wurden außerdem das Stück Je te veux von Erik Satie (1897), Mon anisette von Andrée Turcy (1925), das Antikriegslied La butte rouge (1923) und das von Fréhel erstaufgenommene La java bleue (1939).
Die weitere Entwicklung des französischen Chansons wurde stark vom aufkommenden Jazz beeinflusst. Als chansonkompatibel erwiesen sich insbesondere die kleinen Ensembles. Herausragender Chansoninterpret der 1930er Jahre war der Südfranzose Charles Trenet, der sich zeitweilig von dem Jazzgitarristen Django Reinhardt begleiten ließ. Von Swing und Jazz inspiriert war auch Jean Sablon, auch er ein vielgefragter Interpret der 1930er Jahre. Weitere bekannte Interpreten waren die als Königin des Revuetheaters verehrte Sängerin Mistinguett, der zeitweilig mit ihr liierte Sänger, Tänzer und Schauspieler Maurice Chevalier sowie der von der Insel Korsika stammende Tino Rossi. Eine ernstzunehmende Konkurrenz entstand Mistinguett durch die 1927 nach Frankreich übergesiedelte aus St. Louis (USA) stammende Tänzerin und Sängerin Josephine Baker. Prägend für die weitere Entwicklung des Genres war vor allem Édith Piaf, die ähnlich wie Charles Trenet ihre ersten Erfolge Ende der 1930er im Pariser Théâtre de l’ABC feierte. Ihren Durchbruch erzielte sie mit Chansons des Texters Raymond Asso, der auch für andere bekannte Chansonniers wie die Music-Hall-Sängerin Marie Dubas Texte schrieb. In den 1950ern galt Édith Piaf nicht nur als überragender Chansonstar, sondern war auch Gönnerin, Förderin und in einigen Fällen zeitweilig Lebenspartnerin neuer Talente wie zum Beispiel Yves Montand, Gilbert Bécaud und Georges Moustaki.
Der Zweite Weltkrieg bedeutete – abgesehen von einer generellen Zensur aller medial oder auf Bühnen verbreiteten textlichen Werke durch die Besatzungsmacht – keinen wesentlichen Einbruch in der Entwicklung des französischen Chansons. Als wichtige Inspirationsquelle des Nachkriegschansons erwies sich die aufkeimende philosophisch-literarische Richtung des Existenzialismus. Der Schriftsteller, Jazztrompeter und Chansonnier Boris Vian, ein Bekannter Jean-Paul Sartres, schrieb nicht nur für sich selbst, sondern auch für andere Interpreten Texte. Sein berühmtestes Lied ist Le déserteur. Ebenfalls aus dem Umfeld Sartres kam Juliette Gréco, eine Sängerin, deren Texte als politisch und intellektuell anspruchsvoll galten und deren Popularität gegenüber der Édith Piafs deutlich abfiel. Als anspruchsvoll-innovativ galten in den 1950er Jahren insbesondere die überwiegend zur Gitarre vorgetragenen Chansons des Südfranzosen Georges Brassens sowie die des Belgiers Jacques Brel. Während Brassens seine politisch linksstehende Haltung unter anderem auch durch regelmäßige Auftritte bei Veranstaltungen der Anarchisten unter Beweis stellte, formulierte Brel in vielen seiner Lieder eine eher nihilistische allgemeine Gesellschaftskritik. Zu weiteren Exponenten des modernen Chansons avancierten in den 1950ern Gilbert Bécaud („Monsieur 100.000 volt“; bekanntester Hit: Natalie), Georges Moustaki, der stark an US-amerikanischen Unterhaltungskünstlern wie Frank Sinatra und Dean Martin orientierte Charles Aznavour sowie Henri Salvador, Léo Ferré, Marcel Mouloudji, Dalida, Brigitte Fontaine und die Sängerin, Komponistin und Texterin Barbara, die sich am Flügel begleitete und als eine der ersten Frauen galt, die nicht nur als Interpretinnen auftraten, sondern eigene Stücke vortrugen. Zu einem wichtigen Auftrittsort der Chansonszene avancierte von 1954 an das umgebaute Olympia, eine Pariser Music Hall, die 1888 von Joseph Oller, dem Gründer des Moulin Rouge, errichtet worden war.

### Stilistische Vielfalt: 1960 bis 1990
Anders als in Deutschland erreichte die Rock-’n’-Roll-Welle Frankreich vergleichsweise spät. Bis in die 1960er hinein war der Jazz der wichtigste angelsächsische Musikimport, eine Musik, die durch einige Filme der Nouvelle Vague zusätzlich popularisiert wurde (bekanntestes Beispiel: Fahrstuhl zum Schafott aus dem Jahr 1958). Im Gefolge der Beatmusik trat jedoch eine neue Generation von Chansoninterpreten ins Rampenlicht. Die Yéyé-Welle (abgeleitet vom Yeah, Yeah der Beatles) orientierte sich musikalisch stark an der Musik britischer Bands wie der Beatles, der Kinks und der Rolling Stones sowie den Trends der Swinging Sixties. Als Sänger und Interpreten einen einflussreichen Status gewannen der stark vom Rock ’n’ Roll beeinflusste Johnny Hallyday, der als französischer Rolling-Stones-Epigone gehandelte Jacques Dutronc, Michel Polnareff, Joe Dassin und Julien Clerc. Zu bekannten Sängerinnen der Dekade avancierten Dutroncs spätere Ehefrau Françoise Hardy, France Gall sowie Sylvie Vartan. Andere Interpretinnen der Yéyé-Periode wie Zouzou oder Adèle gerieten in Vergessenheit, wurden jedoch im neuen Jahrtausend wiederentdeckt und auf einigen Retro-Kompilationen zum French Pop der Sixties wiederveröffentlicht. Als Pendant zur angelsächsischen Folksongwelle (Joan Baez etc.) kann Anne Vanderlove mit ihren stillen und melancholischen Liedern gelten. Wegweisend für die weitere Entwicklung des Chansons wurde der Songschreiber und Interpret Serge Gainsbourg. Gainsbourg galt einerseits als vielseitiger Musiker, andererseits als ebenso begnadeter Provokateur. Zu einem Skandal führte der 1967 mit Brigitte Bardot im Original eingespielte, zwei Jahre später mit Jane Birkin neu herausgebrachte Titel Je t’aime … moi non plus, der – heftiger Kritik und Boykotten zum Trotz – Ende der 1960er Jahre ein großer internationaler Erfolg wurde.
In den 1960ern und 1970ern verwischten sich die Grenzen zwischen Chanson und Popmusik mehr und mehr. Mit befördert wurde diese Entwicklung unter anderem auch vom Grand Prix Eurovision e la Chanson, der bis weit in die 1970er Jahre hinein stark von französischsprachigen Titeln geprägt war. France Gall, 1965 Siegerin mit dem von Serge Gainsbourg geschriebenen Stück Poupée de cire, poupée de son, suchte ebenso wie andere Künstler den Brückenschlag zum angelsächsischen Popmarkt sowie dem Schlagermarkt im angrenzenden Deutschland. Auch andere Künstler wie Salvatore Adamo oder Mireille Mathieu verfolgten zwei- oder sogar mehrgleisige Karrieren und machten sich auch als Schlagerinterpreten einen Namen. Ein Sonderfall ist die aus Großbritannien stammende Petula Clark, die zunächst in Frankreich bekannt wurde, später jedoch vor allem auf dem englischsprachigen und internationalen Popmarkt erfolgreich war.
Die Chansonszene der 1970er und 1980er wurde zunehmend von internationalen Musikstilen bestimmt. Umgekehrt ging die Ausstrahlkraft, die das französische Chanson in den 1950ern und 1960ern gehabt hatte, in den 1970er Jahren spürbar zurück. Einige Hitlieferanten wie zum Beispiel Sheila verlegten sich Ende der 1970er auf englischsprachige Disco-Musik. Claude François, ein weiterer erfolgreicher Sänger, konzentrierte sich auf Cover-Versionen bekannter Pop-Titel. Weitere Interpreten jener Periode wie Nicoletta (Mamy Blue), Daniel Balavoine und Michèle Torr richteten ihre Produktionen ebenfalls stark auf den internationalen Popmarkt aus. Entgegengesetzte Akzente setzte der von den Ereignissen des Mai 1968 geprägte Bernard Lavilliers. Er verband die Tradition des kritischen Chansons mit musikalischen Einflüssen aus der Karibik, Lateinamerika und Rock-Elementen. Weitere Künstler, die die Tradition des (gesellschafts)kritischen Chansons weiter pflegten, waren der Pariser Interpret, Komponist und Autor Renaud sowie der aus Algerien stammende Sänger Patrick Bruel. Wichtige Interpreten des französischen Chanson-Mainstream waren in den 1970er Jahren vor allem Julien Clerc und Michel Berger. Clerc wurde bekannt als Autor der französischen Version des Musicals Hair und hatte in den 1970ern eine zahlreiche Hits; über eine Dekade erreichte nahezu jede seiner Langspielplatten Gold- oder Platinstatus. Berger hatte in den 1960ern Hits geschrieben für Johnny Halliday, Véronique Sanson und Françoise Hardy und komponierte 1978 die französische Rockoper Starmania.
Aufgrund ihrer stilistischen Vielfalt etablierte sich für französische Popmusik in der Folge – im Ausland – mehr und mehr die Bezeichnung French Pop. International Anschluss gewinnen konnte sie wieder Anfang der 1980er. Während Bands wie Téléphone dezidiert Punk- und New-Wave-Musik spielten, sprachen Duos wie Chagrin d’amour und Les Rita Mitsouko (Hit: Marcia Baila) ein breiteres, internationales und gleichzeitig junges Publikum an. Ähnliches gilt für den Belgier Plastic Bertrand, der mit Ça plane pour moi 1980 einen Einmalhit landete, sowie Indochine und Mylène Farmer. Stilistisch erweitert wurde das Chanson auch durch Interpreten aus den ehemaligen Kolonien. Bekannte Künstler: die vom algerischen Raï und arabischer Musik stark geprägten Interpreten Cheb Khaled und Sapho. Stärker auf französische sowie internationale Folklore ausgerichtet war die Musik von Bands wie Les Négresses Vertes und Mano Negra. Andere Interpreten wie etwa die aus dem lothringischen Forbach stammende Sängerin Patricia Kaas orientierten sich stark am klassischen Chanson, modernisierten es allerdings durch Elemente aus Jazz, Blues und Swing. Eine wichtige Rolle für die Weiterentwicklung französischsprachiger Musik spielte die Etablierung einer eigenständigen französischen Hip-Hop-Szene. Weltweit die zweitgrößte nach der der USA, brachte sie Stars hervor wie zum Beispiel MC Solaar, Kool Shen und Joeystarr.

### Entwicklung seit 1990: Nouvelle Chanson
1994 setzte der damalige französische Justizminister Jacques Toubon eine gesetzliche Quote für französischsprachige Songs durch. Seither sind Radiostationen verpflichtet, zwischen 30 und 40 Prozent des Gesamtprogramms mit französischen Interpreten zu belegen, was so oder ähnlich jedoch auch vorher bereits Usus gewesen war. Ob die französische Rundfunkquote die Entwicklung des neuen, zeitgemäßen Chansons (Genrebegriffe auch: Nouvelle Chanson oder Nouvelle scène française) befördert oder sich letztlich wenig auf die einheimische Musikproduktion ausgewirkt hat, ist umstritten. Unbemerkt vom internationalen Markt, entwickelte sich seit den frühen 1990ern indes eine neue Chansonszene. Anders als bei den Generationen zuvor lagen die Zentren des Nouvelle Chanson meist in der französischen Peripherie. Stilistisch war das Nouvelle Chanson einerseits durch eine große Stilvielfalt, andererseits durch den bewussten Rückgriff auf Merkmale und Stilelemente des klassischen Chansons geprägt.
Als Wegbereiter der neuen Szene gilt allgemein der Sänger und Komponist Benjamin Biolay. Weitere wichtige Interpreten sind Dominique A, Thomas Fersen, der Sänger Philippe Katerine, dessen Ehefrau Helena Noguerra, Émilie Simon, Coralie Clément, Sébastien Tellier, Mickey 3D und Zaz. Stark befördert wurde der Bekanntheitsgrad des Nouvelle Chanson durch die von Yann Tiersen komponierte Musik zu dem Film Die fabelhafte Welt der Amélie. Bekannt wurde die neue französische Chansonszene auch durch die Erfolge der New-Wave-Coverband Nouvelle Vague sowie den weiterhin anhaltenden Einfluss der Chanson-Ikone Serge Gainsbourg. Gainsbourgs Tod im Jahr 1991 hatte unterschiedliche Werksneuauflagen, Tribute-Of-Kompilationen und weitere Würdigungen zur Folge. Die Diskussion um seinen Einfluss auf das neuere Chanson hielt auch im neuen Jahrtausend an. Strahlkraft auf das aktuelle Chanson entfalten, neben Einflüssen aus Lounge-Pop und anderen aktuellen elektronischen Stilen, schließlich auch frankophone Popstars wie die Kanadierin Céline Dion, jüngere Popsänger und Popsängerinnen wie zum Beispiel Alizée und Carla Bruni. Ein weiteres Indiz für die ungebrochene Akzeptanz des Chansons in Frankreich ist die Tatsache, dass immer wieder Coverversionen berühmter Chansonklassiker zunächst aus den 1940er und 1950er, inzwischen auch aus den 1960er und 1970er Jahren aufgenommen werden.

## Besonderheiten

### Chanson und Film
Die Anzahl französischer Chanson-Interpreten, die in Filmen mitspielten oder zeitweilig eine Zweitkarriere als Schauspieler verfolgten, ist – verglichen mit anderen entwickelten Industrienationen – überdurchschnittlich hoch. Jacques Brel wirkte zwischen 1967 und 1973 in einer Reihe von Filmen mit. Die Erfolgreichsten waren Mein Onkel Benjamin, Die Entführer lassen grüßen und Die Filzlaus mit Lino Ventura. Zweimal führte er selbst Regie. Gilbert Bécaud spielte ebenfalls in mehreren Filmen mit, ebenso Serge Gainsbourg (unter anderem: 1967 Anna, 1969 Slogan und 1976 Je t’aime … moi non plus) und Juliette Gréco. Charles Aznavour, Nachfahre armenischer Einwanderer, spielte Rollen in einer Reihe international bekannt gewordener Filme – darunter Schießen Sie auf den Pianisten (1960), Taxi nach Tobruk (1961), Die Blechtrommel (1979) sowie dem mehrfach ausgezeichneten Film Ararat, welcher den türkischen Völkermord an den Armeniern thematisiert. Jacques Dutronc widmete sich in den siebziger Jahren hauptsächlich seiner Schauspielkarriere. 1975 spielte er zusammen mit Romy Schneider und Klaus Kinski in dem Filmdrama Nachtblende von Andrzej Żuławski. Benjamin Biolay debütierte 2004 in dem Film Why (Not) Brazil?. Darüber hinaus war er 2008 in dem Film Stella zu sehen.
Ebenso ansehnlich ist die Anzahl französischer Filmgrößen, die im Verlauf ihrer Karriere zeitweilig oder für länger ins Chansonfach wechselten. Hierzu zählen Brigitte Bardot, Jane Birkin, Alain Delon, Catherine Deneuve, Isabelle Adjani, Julie Delpy, Sandrine Kiberlain und Chiara Mastroianni. Yves Montands Bekanntheitsgrad basiert sowohl auf seinem Ruf als Chansonnier als auch auf seinen zahlreichen Filmrollen. Mehrmals verfilmt wurden darüber hinaus die Biografien von Édith Piaf und Serge Gainsbourg. Als Piaf-Lebensverfilmungen erschienen Der Spatz von Paris (1973), Édith und Marcel (1983), Piaf (1984), Une brève rencontre: Édith Piaf (1994) und La vie en rose (2007). Als freie Verfilmung, ohne den Anspruch, Gainsbourgs Leben genau wiederzugeben, kam Anfang Februar 2010 der Film Gainsbourg (vie héroïque) (deutscher Titel: Gainsbourg) von Joann Sfar in die Kinos. Anzuführen sind schließlich noch einige Filme, die das Chanson selbst mehr oder weniger stark thematisieren. Eine besondere Rolle spielen Chansons in Das Leben ist ein Chanson von Alain Resnais (1997), 8 Frauen von François Ozon (2002) und Chanson der Liebe von Christophe Honoré (2008).

### Fremdinterpretationen und internationale Verbreitung
Ähnlich wie die Klassiker aus dem Great American Songbook wurden auch eine Reihe Chansons weltbekannt und von verschiedenen Künstlern gecovert. In Frankreich sind Neuinterpretationen bekannter Chansons ein fester Bestandteil der Chansonkultur. Selbst vergleichsweise alte Lieder werden auf diese Weise immer wieder „aufgefrischt“. Das Eric-Satie-Lied Je te veux aus dem Jahr 1898 wurde unter anderem von Joe Dassin und der belgischen Band Vaya Con Dios aufgenommen. La java bleue von Fréhel von 1939 sangen unter anderen Édith Piaf, Colette Renard und Patrick Bruel. La mer, ein populäres Nachkriegs-Chanson von Charles Trenet, kam in Fassungen von Sacha Distel, Françoise Hardy, Juliette Gréco, Dalida, Patricia Kaas und In-Grid neu auf den Markt. Einige Remakes schafften es, an den Erfolg des Originals anzuknüpfen oder gar mit diesem gleichzuziehen. Die 2008 von Kate Ryan eingespielte Neuversion des France-Gall-Hits Ella elle l'a beispielsweise schaffte es in die Top Ten mehrerer europäischer Länder.
Viele Chansontitel wurden nicht nur in Frankreich selbst, sondern international ein großer Erfolg. Dies gilt insbesondere für einige Chansons von Édith Piaf, vor allem für La vie en rose, das in über zwölf Sprachen übersetzt wurde. Milord, ein weiterer großer Piaf-Hit und komponiert von Georges Moustaki, wurde ebenfalls in mehrere Sprachen übersetzt und vielmals gecovert. Neben Édith Piaf und Georges Moustaki interpretierten das Stück Dalida, Connie Francis, Ina Deter und In-Grid. Eine deutschsprachige Version (Die Welt ist schön, Milord) sang Mireille Mathieu, eine italienischsprachige Milva. Eine ähnlich internationale Verbreitung fand das Jacques-Brel-Lied Ne me quitte pas. Die deutsche Version (Bitte geh nicht fort) sangen Klaus Hofmann, Lena Valaitis und Marlene Dietrich, eine englische unter anderem Frank Sinatra, Dusty Springfield und Brenda Lee; von Jacques Brel selbst gibt es zudem eine flämischsprachige, die wiederum von der Niederländerin Liesbeth List übernommen wurde. In unterschiedlichen Landessprachen gecovert wurde auch das Gainsbourg-Lied Accordéon (unter anderem von Juliette Gréco, Alexandra und Element of Crime), Göttingen von Barbara und Tu t'laisses aller von Charles Aznavour (Udo Lindenberg, Dieter Thomas Kuhn, sowie unter dem Titel Mein Ideal von Hildegard Knef). Der Jacques-Dutronc-Hit Et moi, et moi, et moi aus dem Jahr 1965 erlebte als Bubblegum-Stück in der Version von Mungo Jerry eine Neuauflage (Titel: Alright, Alright, Alright); in Israel erschien zudem eine hebräische Version.
Ein überdurchschnittlich starker Song- und Künstler-Transfer fand in den 1960er und 1970er Jahren in Richtung Deutschland statt. Die Schlagersängerin Mireille Mathieu etwa verlegte sich überdurchschnittlich stark auf eingedeutschte Versionen französischer Originale. Françoise Hardy sang einen Großteil ihrer bekannten Hits auch in deutscher Sprache. Ebenso der belgische Chanson- und Schlagersänger Salvatore Adamo. France Gall brachte ihren Eurovisions-Hit Poupée de cire, poupée de son aus dem Jahr 1965 ebenfalls in einer deutschsprachigen Version heraus. Weitere Cover-Versionen von Poupée de cire spielten Götz Alsmann, die Moulinettes und Belle and Sebastian. Deutschsprachige Songs hingegen hinterließen im französischen Chanson-Repertoire nur wenig Spuren. Eine bekannte Ausnahme aus dem Bereich Kabarett sind einige Lieder aus der Dreigroschenoper – speziell das Stück Die Moritat von Mackie Messer.
Fremdinterpretationen von internationalen Popsongs spielten bis in die jüngere Zeit hinein eine eher geringe Rolle. Charles Aznavour, der eine Reihe Titel des Great American Songbook in sein Repertoire übernahm, war unter den großen Stars der klassischen Chansonära die große Ausnahme. Mit dem Aufkommen des Nouvelle Chanson orientierten sich Neochanson- und Popkünstler jedoch verstärkt in Richtung des angelsächsischen Popmarkts. Paradebeispiel ist die Band Nouvelle Vague, deren Repertoire zum überwiegenden Teil aus englischsprachigen Fremdkompositionen bestand. Die spezifisch französische Musiktradition bleibt allerdings auch im Nouvelle Chanson bestimmend. Einhergehend mit diversen Tribute-Of-Kompilationen, wurden vor allem Songs des verstorbenen Serge Gainsbourg in den letzten Jahren vielfach gecovert.

## Chanson in anderen Ländern

### Deutschland und Österreich
Aufgrund der Zensur im Deutschen Reich konnte sich das Chanson erst in der Phase der Weimarer Republik als eigenständige Gattung etablieren. Es war vor allem im Umfeld von Kabaretts und Varietés beheimatet und zeichnete sich durch eine vergleichsweise große Freizügigkeit hinsichtlich sexueller Themen sowie seinen Zynismus aus. Bekannte Komponisten dieser Periode waren Mischa Spoliansky, Friedrich Hollaender und Rudolf Nelson. Als Chansontexter fungierten unter anderem die Autoren Frank Wedekind, Marcellus Schiffer, Erich Kästner und Kurt Tucholsky, mit einer stärker politischen Ausrichtung in Richtung Arbeiterlied auch Bertolt Brecht, Kurt Weill, Hanns Eisler sowie der Sänger und Komponist Ernst Busch. Bekannte Chansoninterpretinnen der 1920er Jahre waren Trude Hesterberg, Rosa Valetti, Gussy Holl, Blandine Ebinger, Margo Lion und Claire Waldoff.
Unter dem Nationalsozialismus galt das deutschsprachige Chanson und Kabarett-Lied, wie es sich in den 1920er Jahren entwickelt hatte, als unerwünscht, teilweise auch als „entartet“. Viele bekannte Interpreten und Komponisten gingen ins Exil – unter anderen Bertolt Brecht, Friedrich Hollaender, Rosa Valetti, Mitbegründerin eines Kabaretts in dem am Berliner Kudamm gelegenen Künstlerlokal Café Größenwahn, sowie Blandine Ebinger. Marianne Oswald, die ihre Gesangskarriere 1920 in Berlin begonnen hatte, war bereits 1931 nach Paris gewechselt und interpretierte dort weiter Chansons von Brecht und Weill. Andere zogen sich in die Privatsphäre zurück oder glätteten ihr Programm dergestalt, dass es als deutsche Unterhaltungsmusik durchging. Einige machten Erfahrung mit Gefängnishaft und Konzentrationslager oder endeten – wie der durch seine Mackie-Messer-Interpretationen bekanntgewordene Kurt Gerron oder der Vater des französischen Chansonssängers Jean Ferrat – in einem Todeslager. Thematisiert wurden das Schicksal der KZ-Insassen durch ein weltweit verbreitetes und in Frankreich unter dem Titel Le Chant des déportés bekannten Lied: dem 1933 im KZ Börgermoor entstandenen Die Moorsoldaten.
Die deutsche Besatzung während des Zweiten Weltkriegs sowie die damit verbundene Repression bedeutete auch für die französische Bevölkerung eine Zäsur. Viele Chansonsänger waren beruflich wie persönlich von Repressalien der Besatzungsmacht betroffen und engagierten sich mehr oder weniger stark für die Ziele der Résistance. Einige wie zum Beispiel Juliette Gréco waren doppelt betroffen: Zusammen mit ihrer Mutter, einer Résistante, verbrachte sie 1943 drei Wochen im KZ Ravensbrück. In Frankreich wirkte die Erfahrung der Besatzung sowie die damit verbundenen Auseinandersetzungen bis in die Nachkriegszeit nach. Marianne Oswald, die 1940 in die USA emigriert war, kehrte nach dem Krieg nach Frankreich zurück und arbeitete für Film, Radio und Fernsehen. Maurice Chevalier, der während des Kriegs Auftritte vor französischen Kriegsgefangenen absolviert hatte, stand wegen mangelnden Engagements für den Widerstand nach dem Krieg einige Jahre in der Kritik.
Das deutschsprachige Chanson führte nach dem Krieg weiterhin ein Nischendasein. Als populäres Genre der Unterhaltungsmusik dominierten Schlager und – zumindest in den 1950er Jahren noch – die Operette. Versuche, an die Kabarett- und Chanson-Tradition der Weimarer Republik anzuknüpfen, blieben zunächst marginal, ehe in den 1950er und 1960er Jahren eine chansonorientierte Liedkultur stärker in Erscheinung trat. Zu ihren Exponenten gehören der Münchener Nachkriegs-Kabarettclub Die Elf Scharfrichter, die ostdeutsche Diseuse und Brecht-Interpretin Gisela May, der Österreicher Georg Kreisler, Brigitte Mira, Fifi Brix, die Österreicherin Cissy Kraner sowie die volkstümliche Schlagerinterpretin Trude Herr. Bekannt wurde das anspruchsvolle deutschsprachige Chanson vor allem durch Hildegard Knef. Eine vergleichbare, zwischen anspruchsvollem Schlager und Chanson angesiedelte Karriere machte Ende der 1960er Jahre die Sängerin, Gitarristin und Komponistin Alexandra. Weitere Interpreten, die zwischen Schlager und Chanson pendelten oder gelegentliche Ausflüge ins Chanson-Metier unternahmen, sind Udo Jürgens, Daliah Lavi und Katja Ebstein.
Eine Renaissance erlebte das deutschsprachige Chanson Ende der 1960er Jahre im Zug des Burg-Waldeck-Festivals und der Liedermacherszene. Einerseits orientierte sich diese stark am angloamerikanischen Folk; andererseits war der musikalische Austausch zwischen Deutschland und Frankreich vergleichsweise groß und weitete sich in den 1960er Jahren noch aus. 1964 veröffentlichte die Chansonsängerin Barbara das Lied Göttingen, das ihre Erfahrungen als Austauschstudentin thematisierte. Stark beeinflusst wurde die neue Liedermachergeneration insbesondere von Georges Brassens und Jacques Brel. Starke Chansonelemente enthielt die Musik von Franz Josef Degenhardt, Wolf Biermann und Reinhard Mey. Letzterer hatte auch in Frankreich einigen Erfolg mit seinen französischsprachigen Schallplatten (unter dem Namen Frédéric Mey). Weitere Liedermacher, die dem deutschsprachigen Chanson der 1970er und 1980er Jahre zugerechnet werden, sind Ludwig Hirsch und André Heller.
Nach der Wende und dem Untergang der DDR etablierte sich zunehmend eine von jüngeren Künstlern geprägte deutschsprachige Chansonszene. Interpreten, die die Chansontradition explizit pflegen und fortführen, sind unter anderem Kitty Hoff, die Gruppe Nylon, Barbara Thalheim, Pe Werner, Queen Bee (das frühere Ensemble der Musikerin und TV-Entertainerin Ina Müller), Anna Depenbusch, die Chanson- und Jazzelemente verknüpfende Sängerin Lisa Bassenge sowie das Berliner Duo Pigor & Eichhorn. Mit Brecht-, Chanson- und Musical-Interpretationen international bekannt wurde die Sängerin Ute Lemper, während die Schauspielerin und Sängerin Ingrid Caven, die seit 1978 in Paris lebt und arbeitet, vor allem ein Repertoire aus Kompositionen von Peer Raben mit Texten von Raben, Rainer Werner Fassbinder, Wolf Wondratschek, Hans Magnus Enzensberger pflegt. Ausdifferenziert hat sich zudem eine Szene, die an Schlager und Varieté der 1920er Jahre anknüpft. Bekannte Exponenten sind Tim Fischer, Georgette Dee und Max Raabe. Letzterer spielt mit seinem Palast Orchester mit anhaltendem Erfolg Stücke aus dem Repertoire der in den 1930er Jahren beliebten Comedian Harmonists. In einem freieren Sinn finden sich Chansonbezüge auch in der Musik von Element of Crime, der Berliner Band Stereo Total und der Liedermacherin Dota.
Das seit 1996 jährlich stattfindende Chansonfest Berlin gilt als das größte Musikfestival des Chansons im deutschsprachigen Raum.

### Benelux-Länder, Schweiz, Kanada, Italien und Russland
In den Benelux-Ländern etablierte sich das Chanson in unterschiedlichem Ausmaß. Während der wallonische Teil Belgiens sich schon aus sprachlichen Gründen stark in Richtung Frankreich orientierte, ist das Chanson als eigenständiges Genre im flämischen Landesteil sowie im Nachbarland Niederlande weniger verbreitet. Bekanntester Chansonnier Belgiens ist Jacques Brel. Über die Landesgrenzen hinaus bekannt wurde in den 1960ern und 1970ern auch der in Sizilien geborene Adamo. Ebenfalls in der Tradition des französischen Chansons stehen Jean Vallée, die Sängerin Viktor Lazlo und Axelle Red. Gelegentlich oder regelmäßig warteten auch Jo Lemaire, die Popgruppen Vaya Con Dios und Pas de deux sowie die Sängerinnen Isabelle Antena und Kate Ryan mit französischsprachigen Songs auf. Der flämische Landesteil orientiert sich musikalisch stark an den benachbarten Niederlanden. Herausragende Künstler der Nachkriegsjahrzehnte waren vor allem der stark der Country & Western-Musik zugeneigte Sänger Bobbejaan Schoepen sowie die als flämische Zarah Leander bezeichnete Sängerin La Esterella. Sandra Kim, 1986 Gewinnerin des Eurovision Song Contest und in Belgien ebenfalls recht populär, singt ein teils französischsprachiges, teils niederländisches Repertoire.
In den Niederlanden kann man der Chanson-Tradition am ehesten den Liedermacher Herman van Veen zurechnen.
In der Schweiz gibt es eine kleinere Chansonszene, die sich vorwiegend in den französischsprachigen Kantonen konzentriert. Eine Ausnahmeerscheinung ist der Übervater und Berner Mani Matter, der – zusammen mit einigen weiteren Chansonniers der Region, den Berner Troubadours – einen eigentlichen Mundartboom in der deutschsprachigen Schweiz auslöste. Matter inspirierte viele Sänger und Komponisten wie Tinu Heiniger, Roland Zoss, Polo Hofer und Stephan Eicher, die später nationale Bedeutung erlangten.
Eine vergleichsweise kleine Chanson-Szene existiert auch im französischsprachigen Teil Kanadas, insbesondere in der Provinz Québec. Bekannte Interpreten sind Cœur de Pirate sowie das Duo DobaCaracol.
Starke Parallelen gibt es darüber hinaus auch zur italienischen Canzone. Ähnlich wie das Chanson blickt auch das Canzone auf eine sowohl literarische als auch volkstümliche Liedentwicklung zurück. Weitere Ähnlichkeiten betreffen den Stellenwert des Textes und die Rolle des Interpreten. Bekannte Interpreten in diesem Sinn sind etwa Paolo Conte sowie die Sängerin und Brecht-Interpretin Milva.
Um ein spezielles Untergenre handelt es sich bei dem Russischen Chanson – im Russischen unter der Bezeichnung blatnye pesni (frei übersetzt: ‚Kriminellenlieder‘) oder einfach Blatnjak bekannt. Der Begriff kennzeichnet eine spezielle Liedform, welche zu Anfang des 20. Jahrhunderts in den Hafenstädten der Schwarzmeerküste entstand und vor allem bei den urbanen Unterschichten sehr beliebt war. Textstruktur sowie Interpretationsweise ähneln stark dem französischen Chanson; allerdings gibt es wesentliche landesspezifische Eigenheiten. Ähnlich wie im Chanson réaliste sind auch im russischen Chanson Diebstahl und Kriminalität, Gefängnis, Drogen, die Liebe, Zoten sowie die Sehnsucht nach Freiheit stark vertretene bis dominierende Themen. Murka etwa, eines der bekanntesten und in unzähligen Versionen eingespielten Stücke, schildert die Hinrichtung einer Verräterin, welche ihre Bande an die Polizei verraten hat. Stark vertreten sind darüber hinaus auch andere osteuropäische Musikeinflüsse – insbesondere aus der Musik der Roma und dem Jiddischen Lied. Obwohl die multikulturell geprägte Hafenstadt Odessa als Entstehungsort der blatnye pesni gilt (andere, auf die Herkunft verweisende Bezeichnungen: Odessaer Lied oder südliches Lied), verbreiteten sie sich im Lauf der Jahre über die gesamte Sowjetunion. Insbesondere Jazz-Combos der 1920 und 1930er übernahmen die populären Blat-Lieder regelmäßig in ihr Programm.
In den 1920er Jahren entstanden zwei der wohl bekanntesten Blat-Stücke – Murka und Bublitschki. Nachdem das Regime die Blatnjak-Sänger bis Mitte der 1930er Jahre mehr oder weniger gewähren ließ, waren sie in den Folgejahrzehnten zunehmend gezwungen, in informelle, halb- oder auch nichtlegale Randbereiche auszuweichen. Die Verbreitung der offiziell nie verbotenen, während des Spät- und Poststalinismus allerdings verfemten Lieder erfolgte über Tonbänder, später dann Kassetten. In den 1970ern machte vor allem der in Leningrad geborene Arkady Severny Furore. Weitere bekannte Sänger sind Wladimir Wyssotski, Alexander Gorodnizki und Alexander Rosenbaum. Als moderne Interpreten stehen in dieser Tradition die Gruppen La Minor und VulgarGrad sowie die Performer Michail Schufutinski und Michail Wladimirowitsch Krug. Ebenso wie das französische Chanson hat sich auch das russische im Lauf der Jahre mehr und mehr mit anderen Stilen vermengt – mit Pop, Rock und Jazz. Gemeinsamkeiten mit dem französischen Chanson haben sich vor allem über das Repertoire ergeben. Eine frühe (französische) Aufnahme von Bublitschki etwa stammt von der 1920er-Jahre-Chanteuse Damia. Mit dem Filmlied Mne Nrawitsja nahm auch die Sängerin Patricia Kaas ein bekanntes Stück aus dem Blatnjak-Umfeld in ihr Repertoire auf. Vor allem abseits des Mainstreams griffen Interpreten und Interpretinnen der russischen Popmusik in den letzten Jahren verstärkt auf diese landeseigene Chansontradition zurück. Aufgrund der verstärkten kulturellen Durchdringung nach dem Fall des Eisernen Vorhangs macht sich auch im westlichen Ausland ein verstärktes Interesse an russischer Popmusik bemerkbar. Im Herbst 2010 etwa veröffentlichte der Autor Uli Hufen ein Sachbuch, welches Historie und Gegenwart des Blat-Chansons einem deutschsprachigen Publikum vorstellt. Was die aktuelle russische Popmusik anbelangt, ist der Begriff „Chanson“ nicht nur für diesen speziellen Liedtyp in Umlauf, sondern wird in allgemeinerer Form auch für anspruchsvollere russische Schlager, Rocksongs oder Singer/Songwriter-Musik verwendet.

## Resonanz und Kritiken
Kritiker, Musikwissenschaftler, Journalisten und das Publikum bewerteten das Chanson im Lauf seiner Geschichte auf recht unterschiedliche Weise. In Frankreich selbst ist es seit Beginn des 20. Jahrhunderts fester Bestandteil der nationalen Kultur. In Deutschland bewegte sich die Einschätzung wellenweise zwischen reservierter Distanz, Wohlwollen und begeisterter Frankophilie. Der Berliner Theaterkritiker Alfred Kerr schrieb um 1900 über das neue Genre: „Was an Empörung und Daseinsseligkeit lebt, das singen sie. In diesen Liedern ist alles, Kot und Glorie, Himmlisches und Niederstes. Mit einem Wort: Menschliches, Menschliches, Menschliches.“ In eher reportagehafter Form berichtete Kurt Tucholsky. Für die Vossische Zeitung und Die Weltbühne schrieb er 1925 und 1926 mehrere Artikel über das Pariser Chanson- und Varietémilieu – unter anderem auch einen Beitrag über einen Auftritt der Chat-Noir-Legende Aristide Bruant.
In den 1950ern und 1960ern war die Berichterstattung überwiegend von einem interessiert-neugierigen Grundton bestimmt. Das Nachrichtenmagazin Spiegel veröffentlichte mehrere aktuelle Artikel über die französische Chansonszene. Während die großen Medien der Bundesrepublik oft den spezifischen Sexappeal des französischen Chansons in den Vordergrund rückten, bezogen sich die Anhänger des neuen kritischen Lieds stärker auf gesellschaftskritische Chanson-Traditionen, wie sie besonders in der Musik von Juliette Gréco, Georges Brassens und Jacques Brel hervortraten. Starke Presseresonanz fanden Ende der 1960er die Auseinandersetzungen um den Skandalhit Je t’aime… moi non plus von Serge Gainsbourg und Jane Birkin. Der Spiegel zog in einem Artikel 1969 folgendes Resümee: „Ach ja, die Lenden – Gainsbourg hat sie immer im Kopf, denn er liebt nur zwei Dinge und sonst nichts auf der Welt: ‚Erotik und Geld‘. Und das ist keineswegs eine unglückliche Liebe: Mit seinem ‚Je t’aime‘ hat er bereits über eine Million Franc verdient.“
Einhergehend mit der sinkenden Bedeutung französischer Popmusik flaute das Interesse am Chanson in den 1970er und 1980er Jahren zeitweilig ab. Die Entwicklung des Nouvelle Chanson stieß jedoch insbesondere in Deutschland auf ein starkes Interesse. Damit einher ging auch ein stärkeres Interesse an den älteren Stars des Genres. Die tageszeitung veröffentlichte im Januar 2002 einen kritischen Beitrag über den Kult um den verstorbenen Serge Gainsbourg. Der Livestyle-Autor Dorin Popa plädierte in einem Beitrag für das Magazin Sono Plus für einen gelassenen Umgang mit der französischen Chansontradition und wies auf seinen im Grunde internationalen Charakter hin: „Das Chanson ist eben ein zutiefst französischer Mythos, aber seine Helden sind auch in Ägypten (Claude François, Dalida, Georges Moustaki), Belgien (Jacques Brel), Italien (Adamo, Carla Bruni, Yves Montand) oder den USA (Eddie Constantine, Joe Dassin) geboren – und singen nicht einmal unbedingt französisch, sondern ebenso englisch, italienisch, spanisch, deutsch oder im lautmalerischen Kauderwelsch: ‚Shebam! Pow! Blop! Wizz!‘ (Serge Gainsbourg und Brigitte Bardot in ‚Comic strip‘).“
Siegfried P. Rupprecht, Verfasser des 1999 erschienenen Chanson-Lexikons, bewertete die Ausdruckskraft neuer Chansonproduktionen eher skeptisch: „Nach seiner Entdeckung als pure Unterhaltungsware ist so manche scharfe Klinge stumpf. Angesichts der Gesetze, die vom Markt, den Zuhörerquoten und der Unternehmenspolitik der Plattenfirmen diktiert werden, haben Chansons, die Humor und Satire auf ungewöhnliche Weise mit Musik verbinden, keine Chance mehr. Das heutige Chanson ist zwar noch zuweilen kritisch, aber nicht mehr provokant, eher gefällig.“ Die Frankfurter Allgemeine Zeitung hingegen konstatierte dem Nouvelle Chanson in einem Beitrag Ende 2002 innovatives Potenzial: „So temperamentvoll wie in der Nouvelle Scène wurde lange nicht mehr experimentiert, zitiert und gemischt. Mit der Nouvelle Scène, aber auch mit Air, Daft Punk und Alizée, Manu Chao und der alten Musikkampftruppe Noir Désir […] wird Frankreich auch musikalisch zu jenem neuen Gegenwartszentrum, das es in der Literatur mit Michel Houellebecq und Frédéric Beigbeder oder im Kino mit dem Film ‚Die fabelhafte Welt der Amélie‘ längst ist.“

## Bekannte Chansons
- Erik Satie: Je te veux (1897)
- Yvette Guilbert: Le fiacre (um 1900)
- Aristide Bruant: Nini Peau d’Chien (um 1900)
- Théodore Botrel: La Paimpolaise (1901)
- Félix Mayol: Viens, Poupoule! (1902)
- Félix Mayol: Cousine (1908)
- Mistinguett: Mon Homme (1920)
- Montéhus: La butte rouge (1923)
- Maurice Chevalier: Valentine (1924)
- Andrée Turcy: Mon anisette (1925)
- Josephine Baker: J’ai deux amours (1931)
- Fréhel: La Java bleue (1939)
- Jean Sablon: J’attendrai (um 1939)
- Édith Piaf: L’Accordéoniste (1940)
- Christiane Lorraine: Reviens moi (1942)
- Germaine Sablon: Le chant des partisans (1944)
- Édith Piaf: La vie en rose (1946)
- Charles Trenet: La mer (1946)
- Yves Montand: C’est si bon (1948)
- Juliette Gréco: L’Éternel féminin (Ende der 1940er Jahre)
- Boris Vian (Text): Le déserteur (1954)
- Georges Brassens: Chanson pour l’Auvergnat (1954)
- Édith Piaf: Sous le ciel de Paris (1954)
- Jacques Brel: Ne me quitte pas (1958)
- Édith Piaf: Milord (1959)
- Édith Piaf: Non, je ne regrette rien (1960)
- Sacha Distel: Le soleil de ma vie (um 1960)
- Gilbert Bécaud: Et maintenant (1961)
- Sylvie Vartan: Quand le film est triste (1962)
- Gilbert Bécaud: Nathalie (1964)
- Barbara: Göttingen (1964)
- Christophe: Aline (1965)
- France Gall: Poupée de cire, poupée de son (1965)
- Hervé Vilard: Capri, c’est fini (1965)
- Jacques Dutronc: Et moi, et moi, et moi (1966)
- Michel Polnareff: La poupée qui fait non (1966)
- Gilbert Bécaud: L’important c’est la rose (1967)
- Michel Polnareff: Ta ta ta ta (1967)
- Françoise Hardy: Comment te dire adieu (1968)
- Jacques Dutronc: Il est cinq heures, Paris s’éveille (1968)
- Jane Birkin & Serge Gainsbourg: Je t’aime … moi non plus (1969)
- Joe Dassin: Les Champs-Élysées (1970)
- Séverine: Un banc, un arbre, une rue (1971)
- Michel Delpech: Pour un flirt (1971)
- Reinhard Mey: Gute Nacht, Freunde (1972)
- Véronique Sanson: Amoureuse (1972)
- Michel Sardou: La maladie d'amour (1973)
- Charles Aznavour: She (1974)
- Dalida: J’attendrai (1975)
- Marie Laforêt: Parlez-moi d’amour (1980)
- Les Rita Mitsouko: Marcia Baïla (1984)
- Guesch Patti: Etienne (1987)
- France Gall: Ella, elle l’a (1987)
- Patricia Kaas: Mademoiselle chante le blues (1987)